# Армия Крайова
А́рмия Крайо́ва (сокращённо АК; пол. Armia Krajowa, буквально — «Отечественная армия») — подпольная польская военная организация времён Второй мировой войны, действовавшая в 1942—1945 годах в пределах довоенной территории польского государства, в СССР, на территории Литвы, в Германии, а также в Венгрии. АК была основной организацией польского Сопротивления, боровшегося против германской оккупации. Одно из крупнейших нерегулярных (партизанских) формирований в Европе времён Второй Мировой войны[уточнить]. Большинство членов организации находилось на легальном положении.
АК подчинялась польскому правительству в изгнании и верховному главнокомандующему польских вооружённых сил, находившимся в Британии. Политическое руководство AK осуществлял делегат лондонского правительства Польши в стране. По планам польского правительства в изгнании, АК должна была стать организацией общенациональной, надпартийной, а её главный комендант должен был быть единственным уполномоченным от правительства руководителем всех сил польского военного подполья. Кадровую основу АК составляли офицеры (кадровые офицеры, офицеры запаса и офицеры в отставке), служившие в польской армии.
Основной целью АК было восстановление польского государства при поддержке Запада, в особенности Британии и США. АК готовилась к всеобщему восстанию в момент приближения фронта или в случае всеобщего крушения вооружённых сил Германии и её союзников. В отношении СССР один из командиров AK генерал Стефан Ровецкий исходил из концепции двух врагов, в соответствии с которой обескровленные длительным противостоянием Германский Рейх и СССР должны были утратить возможность к дальнейшим военным действиям, что позволило бы АК при поддержке западных стран, в частности США и Британии, поднять победоносное общенациональное восстание. При этом АК также вела вооружённую подпольную борьбу с оккупантами и коллаборационистами. По составу была неоднородна, охватывая как демократов, социалистов, людовцев (Крестьянской партии), так и польских националистов и представителей правых и крайне правых сил.
Отношение АК к советским войскам и партизанам было неоднозначным: от проведения совместных операций до вооружённых столкновений и карательных акций.
АК принимала активное участие в украинско-польских этнических конфликтах, среди которых: Волынская резня, резня в Сахрыни, Павлокомская резня. В ходе операции «Буря» и некоторых других военных операциях многие бойцы и офицеры АК, в основном на тактическом уровне, во многих местах взаимодействовали с Красной армией и советским сопротивлением. Вследствие расформирования AK, большая часть «аковцев» самораспустилась, но часть создала  антисоветское и антикоммунистическое подполье, после войны они подвергались репрессиям.

## Возникновение
Предшественницей АК была организация «Служба победе Польши», возникшая 27 сентября 1939 года в подполье и переименованная 13 ноября 1939 года в «Союз вооружённой борьбы», который, в свою очередь, 14 февраля 1942 года приказом верховного главнокомандующего польскими вооружёнными силами генерала Владислава Сикорского сменил название на «Армия Крайова».

## Организационная структура
АК руководило Главное командование (KG) (пол. Komenda Główna Armii Krajowej).
- Командующему «АК» подчинялись:
  - Начальник штаба;
  - Бюро информации и пропаганды (пол. Biuro Informacji i Propagandy);
  - Бюро финансов и контроля
  - Ревизионная комиссия;
- Главному командованию подчинялись:
  - I-й отдел — организационный:
    - Бюро кадров
    - Бюро легализации
    - Бюро пополнения вооружённых сил
    - Капелланство;
    - Служба юстиции;
    - Военная служба женщин;
    - Связь с концлагерями.

  - II-й отдел — информационно-разведывательный;
  - III-й отдел — оперативный:
    - Подотдел пехоты и обучения;
    - Сапёрный подотдел;
    - Артиллерийский подотдел;
    - Подотдел флота;

  - IV-й отдел — интендантство;
  - Отдел V-O — коммуникации;
  - Отдел V-К — конспиративной коммуникации (курьеры, шифровальщики, архив и главная канцелярия);
  - Управление диверсий «Kedyw» /Кедыв/ (пол. Kierownictwo Dywersji);
  - Руководство военных бюро (войсковых служб: вооружения интендантства, географической, ветеринарной и обозной);
  - Управление конспиративного оборудования;
  - Военный начальник связи, транспортная и железнодорожная службы.
  - Главный инспектор (ат) Войсковой службы охраны восстания (пол. Wojskowa Służba Ochrony Powstania);
  - Бюро информации;
  - Управление приёма переброшенного оружия;
  - Ставка;

Похожая структура была в окружных штабах «АК».

### Территориальная структура

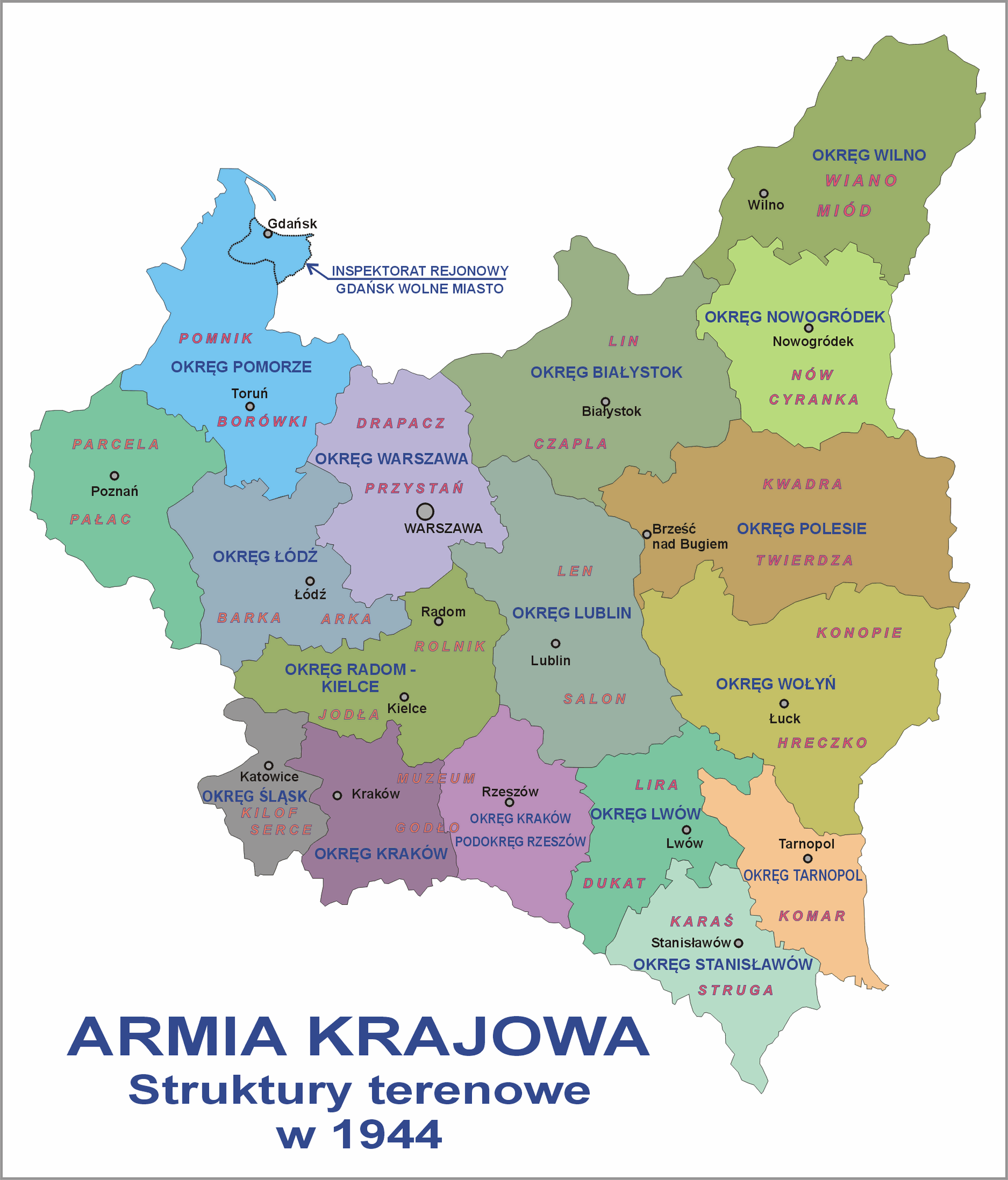
Территориальная структура Армии Крайова в 1944 году

Основной единицей в АК в 1942—1943 годах был принят взвод, в июле 1943 года комендант АК приказал соединять взводы в роты и в батальоны. В основе подпольной организации AK лежал принцип территориально-административного деления. Административно-территориально территория Польши была разделена на обшары/территории (несколько воеводств), включавшие несколько округов (территорий бывших воеводств), инспектораты (несколько повятов), обводы — территории бывших повятов, районы и другие более мелкие территориальные единицы AK. К весне 1944 года были созданы 4 обшара (территории), 16 округов, 8 подокругов, 83 инспектората, 286 обводов AK.
К началу 1944 года постоянно действовало около 60 партизанских отрядов АК (некоторые насчитывали несколько сот солдат), а также почти 200 диверсионных патрулей (вооружённых диверсионных групп).
Существовали специальные организации, занимающиеся разведкой и диверсиями:
- В апреле 1940 года возник Союз Возмездия (пол. Związek Odwetu), действовавший на центральном уровне и в каждой области (округе) AK.
- В сентябре 1941 года была создана организация «Вахляж» («Веер»), занимавшаяся разведывательной и диверсионной деятельностью на оккупированной немцами территории СССР.
- В 1943 году обе указанные организации были преобразованы в Управление диверсий «Кедыв».

Историкам до сих пор не удалось точно определить численность Армии Крайовой, главная комендатура АК обманывала главнокомандующего и  лондонское эмигрантское правительство о количестве находящихся в подполье аковцев и их вооружении, преувеличивая при этом  численный состав АК, местные командиры часто завышали численность подчиненных им конспиративных структур . Наибольшими силами АК располагала летом 1944 года, когда она достигла максимальной численности за весь период своего существования: по её собственным данным насчитывала до 350—380 тысяч подпольщиков всех возрастов, включая женщин, принявших воинскую присягу AK, в том числе 10 756 офицеров, 7506 юнкеров (подхорунжих), 87 886 сержантов (унтер-офицеров), 6 287 «полных» конспиративных взводов (в теории около 50 человек в каждом) и 2 633 неполных взвода (в теории около 25 человек в каждом). Основные силы (58%) и командные кадры AK (более 67%) были сосредоточены в Генерал-губернаторстве.
В политическом отношении среди членов AK были люди самых разных взглядов — от крайне правых националистов (частично Национально-радикальный лагерь (1934) до социалистов и анархо-синдикалистов. В её рядах объединялись представители разных социальных слоёв с различными политическими целями и интересами. Армия Крайова состояла из трёх частей:
- К первой части командование относило актив — тех, кто совершал диверсии, акты саботажа, покушения на гитлеровцев: командный состав АК, действующий офицерский корпус, членов партизанских отрядов и боевых групп. Партизанские отряды АК были разными по численности и формировались с 1943 года. В 1944 году появились партизанские «дивизии», «бригады», «полки», с довоенными наименованиями (самые крупные соединения насчитывали до несколько тысяч партизан). В это время офицерский корпус АК насчитывал более 10 тысяч человек. Большая часть офицерства была сосредоточена в центральной Польше.
- Вторую часть составляли резервы АК: младшее офицерство, участники различных военных, политических, общественных подпольных организаций, готовые вступить в действие по приказу командования AK.
- Самой массовой была третья часть — народные ополченцы, готовые в час «икс» взяться за оружие и принять участие в восстании, если таковое случится.

В 1944 году в зависимости от необходимости начали формироваться полки, бригады, дивизии, а также два корпуса AK, полковые и дивизионные группировки, хотя и по численному составу, и по вооружению они таковыми только считались. Кстати, для преодоления недостатка последнего, АК удалось в условиях оккупации организовать производство трёх типов ручных гранат, мелкосерийное производство двух типов автоматов, огнемётов, взрывчатки.
Арсенал АК пополнился оружием бывшей польской армии, брошенным или спрятанным в 1939 году, советским оружием, брошенным или спрятанным в 1941 году, и похищенным или купленным у оккупационных войск и коллаборационистов немецким оружием . Союзники сбрасывали для АК стрелковое оружие, противотанковые PIATы, пулемёты, миномёты. К февралю 1944 года огнестрельное оружие, по собственным данным АК, имели около 12,5 % её солдат. В ходе операции «Буря» и других боевых действий состояние вооружения АК улучшилось, но  большая часть членов AK так никогда и не получила оружия. Преобладало лёгкое стрелковое вооружение: винтовки, карабины, автоматы, ручные пулемёты и гранаты, но многие отряды и соединения в 1944 году располагали станковыми пулемётами, реже миномётами, а самые крупные партизанские соединения в ходе Акции «Буря» даже артиллерией. Все лица, вступавшие в формирования AK, принимали присягу AK. Вооружённые формирования АК строились по образцу армейских подразделений польской армии. В AK использовали псевдонимы.
К июлю 1944 года погибли в борьбе, были расстреляны или замучены в тюрьмах около 34 тысяч подпольщиков АК, то есть почти каждый десятый.

## Деятельность
Деятельность АК принимала различные формы:
В первую очередь, АК занималась организационной работой — созданием единой сети подпольных организаций на территории Польши в её довоенных границах и включением в эту сеть существующих подпольных структур. В состав АК входили: часть Народовой организации войсковой, частично Крестьянские батальоны (образовавшаяся в конце 1940 — начале 1941 годов военная организация, основными кадрами которой являлись члены молодёжной крестьянской организации «Вичи»), военные отряды Польской социалистической партии, частично «Народове силы збройне», и другие военные нелегальные организации политических центров, поддерживавших эмигрантское правительство. В ряды АК влились вооружённые организации поменьше: Тайная военная организация, Конфедерация народа, Социалистическая боевая организация, и т. д. Полного объединения, однако, так и не произошло. Конспиративные группы создавались также за пределами Польши, в некоторых концлагерях (включая Освенцим) и среди поляков, отправленных на принудительные работы в Германию.
АК создала систему связи с эмигрантским правительством Польши и штабом Верховного Главнокомандующего в Лондоне, для обеспечения её работы за пределами Польши были созданы явки и перевалочные базы (одна из таких баз находилась в Будапеште).
АК вела разведку в интересах правительства Польши и западных союзников. Только в период с середины 1940 года до конца 1943 года разведывательная сеть АК передала западным союзникам свыше 26 тыс. разведывательных сообщений и несколько тысяч расшифрованных немецких депеш. Среди достижений:
- значительный объём данных о положении в оккупированной Польше и на сопредельных территориях;
- информация о расположении заводов по производству синтетического бензина (Операция «Synteza») и других военных объектов на территории Германии и Польши;
- данные о трудовых, концентрационных лагерях и «лагерях смерти». В 1942 году сотрудник Бюро информации и пропаганды Ян Карский доставил в Великобританию доклад об уничтожении нацистами евреев в Польше.
- одним из крупнейших достижением разведки АК стала информация об исследовательском центре и заводах в Пенемюнде, где собирали ракеты Фау-1 и Фау-2. Первая информация о них была получена осенью 1942 г., а в марте 1943 года в Лондон был отправлен подробный рапорт. В результате, 17-18 августа 1943 года английские ВВС провели массированную бомбардировку Пенемюнде, что на много месяцев приостановило создание ракет. В 1944 году разведке АК удалось обнаружить ракету Фау-2, которая не взорвалась во время учений, и переправить её фрагменты в Лондон.
- В апреле—июне 1942 года часть разведданных АК о немецко-фашистских войсках даже была передана советской стороне.

АК активно проводила пропаганду: центральным печатным органом АК являлся «Информационный Бюллетень», выходивший с 5 ноября 1939 года по январь 1945 года, а всего в период оккупации Польши было издано около 250 газет АК.
- с апреля 1941 по апрель 1944 года проводилась «акция „Н“» (Akcja N), направленная на пропаганду среди немецких солдат: распространение листовок на немецком языке, имитация деятельности организации немецких антифашистов и др.
- кроме того, АК вела антисоветскую пропаганду, в ходе которой проводились специальные мероприятия пропагандистского характера: «акция „Антык“» (Akcja Antyk), «Акция „Р“» и др.; например, «Информационный бюллетень» от 1 октября 1942 так комментировал Сталинградское сражение: «Ад на Волге. Битва за Сталинград приобретает историческое значение. Очень важно и то, что колоссальная битва „на великой реке“ затягивается. В ней взаимно уничтожают себя две самые крупные силы зла...».
- также, АК вела интенсивную антикоммунистическую пропаганду, направленную на дискредитацию ППР и сторонников сближения с СССР. Эта пропаганда особенно усилилась в 1943 году, после известий о создании в СССР «Союза польских патриотов» и польской дивизии имени Тадеуша Костюшко. Активистка ZWM Янина Бальцежак отмечала, что в 1943 году между АК и ППР развернулась настоящая «заборная дискуссия», в ходе которой стороны обменивались аргументами и контраргументами, стремились закрашивать лозунги и срывать листовки политических оппонентов и т. д.[11]
- Известны директивы командования АК этого периода, суть которых заключалась в прекращении каких-либо диверсионных акций в отношении военных эшелонов гитлеровцев, которые направлялись на Восточный фронт.
- В феврале 1944 создаётся так называемый «Общественный антикоммунистический комитет».

В условия неотвратимого советского продвижения на Запад печатный орган главнокомандования АК в передовой статье «На что мы рассчитываем?» от 16 марта 1944 года отмечал:"1. Прежде всего на собственные вооружённые силы … 2. На то, что англосаксонско-советский конфликт неизбежен… 3.К концу войны в полной мере обнаружится несокрушимая мощь Соединенных Штатов и Великобритании... и когда эта мощь окажется в Европе, голос этих держав будет ясно слышен как их врагами, так и их союзниками. Мы на это рассчитываем. Мы на это делаем ставку" .
Основная идея борьбы АК в это время состояла в сборе и накоплении сил и ресурсов для будущего восстания в момент взаимного истощения сил СССР и Германии, вызванного их войной между собой. Стратегия АК в 1942 году строилась на отказе от партизанской войны, в 1943 году — на отказе от крупномасштабной партизанской войны. Командование Армии Крайовой стремилось ориентировать все вооружённые силы исключительно на подчинение выжидательным планам польского эмигрантского правительства в Лондоне и оставляло за последним право выбора момента для крупных диверсий и партизанских операций.
Однако, тактика выжидания становилась всё более непопулярной среди польских патриотов. В организациях Сопротивления и отрядах АК стали проявляться противоречия между позицией «верхов» и «низов». Под нажимом последних командование Армии Крайовой вынуждено было пойти на создание осенью 1942 года Центра по руководству боевыми действиями «Кедыв», который провёл ряд операций, в том числе успешную диверсию на Варшавском железнодорожном узле. Но в основном боевые акции АК в 1942—1943 годов сводились к покушениям на высокопоставленных нацистов, сотрудничавших с ними поляков, борьбе против УПА и украинской полиции и отдельным диверсиям. «Информационный бюллетень» от 11 февраля 1943 года комментировал:

К сожалению, есть ещё много поляков, которые не понимают ни ситуации, ни идущей игры. Разогретые немецкими поражениями и террором в стране, они готовы поддаться разрывающим грудь эмоциям и чуть ли не сразу же взяться за оружие. Этих людей поджигает бессовестная и вредная для нации агитация Коминтерна, растекающаяся по волнам так называемой радиостанции «Костюшко», а также агитация местных коммунистов... На данный момент нашим общим долгом является исполнение приказа Верховного вождя, неоднократно повторяемого уполномоченным правительства, командующим вооружённых сил в стране, а также всеми ответственными польскими элементами: ждать с оружием у ног... Будущее нации требует от нас всё ещё терпения, самообладания и беспрекословного подчинения.
АК занималась оказанием помощи бежавшим из мест заключения военнопленным стран антигитлеровской коалиции. Для добычи средств на организационные цели AK проводила с оружием в руках многочисленные акции экспроприации.
Активисты АК совершали боевые операции, занимались саботажем и диверсиями. 1 апреля 1943 года руководство АК отдало приказ о переходе к «ограниченным» боевым операциям. В 1943 году были созданы партизанские отряды AK, которые провели свыше 170 стычек и уничтожили свыше тысячи немцев. В середине 1943 года количество партизан АК (по данным её самой) составляло около 2 тысяч человек; то есть, при средней численности партизанского отряда от 30 до 100 бойцов — менее 1 % всех сил Армии Крайовой в 1943. Общая численность партизан АК в 1943 г. составляла несколько тысяч. Среди самых известных операций АК:
- 7−8 октября 1942 года — диверсия на железнодорожном узле в Варшаве;
- 18 января 1943 года — освобождение узников в Пинске[14];
- 15 февраля 1943 г. — взрыв на вокзале в Берлине;
- 26 марта 1943 г. — освобождение узников в центре Варшавы («акция под Арсеналом»);
- 1 февраля 1944 года — покушение на Франца Кучеру — начальника СС и полиции Варшавского округа.

В целом, в период с 1 января 1941 года по 30 июня 1944 года в рамках текущей вооружённой борьбы части АК и подчинённые им отряды, по собственным данным АК, пустили под откос 732 поезда, подожгли 443 транспорта, уничтожили около 4,3 тыс. транспортных средств, сожгли 130 складов с оружием и снаряжением, повредили 19 тыс. вагонов и около 6,9 тыс. локомотивов, подожгли 1,2 тыс. бензоцистерн, взорвали 40 железнодорожных мостов, уничтожили 5 нефтяных скважин, заморозили 3 крупные доменные печи, провели около 25 тыс. диверсионных акций на военных заводах, совершили около 5,7 тыс. покушений на немцев и сотрудничавших с ними поляков, освободили заключённых из 16 тюрем. Согласно исследованиям 60 и 70 гг. официальная статистика диверсий немецких оккупационных властей была значительно меньше статистики АК. В целом, вооружённые акции АК на антинемецком фронте не имели стратегического значения и не повлияли на ход борьбы между Германией и Советским Союзом. До конца 1944 года в немецкую армию было призвано около 450 тысяч граждан довоенной Польши, в том числе и некоторые члены АК, ситуации, когда кто-то бежал от мобилизации, случались крайне редко. В общем можно считать, что через немецкую армию во время войны прошло около полумиллиона граждан довоенной Польши. то есть примерно в 5 раз больше, чем было мобилизовано AK в ходе Акции «Буря».
С 4 июля 1944 по приказу правительства Польши в изгнании все части Армии Крайовой были обязаны предлагать своё сотрудничество Красной Армии. Между советскими партизанскими отрядами и партизанами Армии Крайовой было установлено перемирие.
Тем не менее, в течение 1944 года отношение АК к СССР продолжало ухудшаться, на территории Польши были неоднократно зафиксированы случаи разоружения и расстрела бежавших из немецкого плена советских военнопленных (в том числе тех, кто желал вступить в партизанские отряды АК с целью сражаться с немцами и даже тех, кто ранее был принят в ряды АК). Главнокомандующий Польских Вооружённых сил подчинявшимися польскому эмигрантскому правительству генерал брони Казимеж Соснковский верил в перспективу третьей мировой войны и полный разгром в этой войне Советского Союза.

### Иностранная военная помощь АК
Армия Крайова получала значительную помощь от правительства Польши в Лондоне и западных союзников:
- с 16 февраля 1941 до 28 декабря 1944 гг. в Польшу было заброшено 316 польских разведчиков, командиров, диверсантов и радиотелеграфистов подготовленных британским Управлением специальных операций, 28 курьеров и 1 венгр, их называли «тихотемни» (cichociemni);
- также, союзники сбрасывали для АК денежные средства и военные грузы: стрелковое оружие, пулемёты, миномёты, взрывчатку, боеприпасы, средства связи и иные материалы. Только в период с августа 1943 года до июля 1944 года британские ВВС совершили более 200 самолёто-вылетов, сбросив для АК свыше 4000 контейнеров с военными грузами и 16 млн долларов банкнотами и золотом[22]. Позднее, только в район Варшавы с 1 августа до 2 октября 1944 гг. западными союзниками было сброшено ещё 239 тонн грузов[23]. В общей сложности, ими было сброшено 670 тонн грузов[24]. AK сброшено более 26 млн долларов банкнотами и золотом. Кроме того, британское УСО оказывало AK помощь, сбрасывая с самолётов контейнеры с оружием и боеприпасами, включая пистолеты-пулемёты STEN, детонаторы, пластиковую взрывчатку, а также иное стрелковое оружие (пистолеты, винтовки, автоматы, пулемёты), миномёты.
- в декабре 1944 года в районе Ченстохова была сброшена военная миссия «Freston» британского Управления специальных операций. АК получала из Великобритании в большинстве грузы и вооружения, предназначенные для разведывательно-диверсионной деятельности. Несмотря на упорные усилия руководства АК, США не направили свою военную миссию в АК.

С 18 апреля 1944 года Британцы ввели цензуру телеграмм, отправляемых командованием в изгнании в Британии в оккупированную страну, а также потребовали, чтобы все телеграммы были им представлены. При необходимости они были вполне способны манипулировать содержанием сообщений и сеансами их передачи. В конце войны, в связи с резким ухудшением отношений между лондонским правительством Польши и СССР, Британцы  приняли решение об ограничении помощи АК, поскольку эти действия могли привести к осложнениям в отношениях между СССР и западными союзниками . 28 декабря 1944 года Британцы   прекратили снабжение АК.

## Взаимоотношения АК с иными польскими силами
Руководство АК не признавало легитимность действий иных польских военно-политических организаций. Отношение к соперникам было неоднозначным: от проведения совместных операций до открытых вооружённых столкновений.
Отношения между АК и Гвардией Людовой были не вполне однозначными: с одной стороны, руководство АК резко реагировало на случаи перехода своих бойцов в ряды Гвардии Людовой (особенно — с оружием), это рассматривалось как «дезертирство». АК вела интенсивную антикоммунистическую пропаганду, направленную на дискредитацию ППР и сторонников сближения с СССР. Кроме того, уже в 1942 году была замечена слежка контрразведки АК за активистами Гвардии Людовой.
С другой стороны, известны случаи взаимодействия бойцов и подразделений Армии Крайовой и Гвардии Людовой в борьбе с немецкими оккупантами. 5 командиров бригад и 10 % солдат AL составляли бывшие активисты СВБ-АК
А 18, 22 и 25 февраля 1943 года делегация ППР и Гвардии Людовой провела переговоры с представителями Делегатуры о урегулировании отношений, активизации и координации боевых действий, создании единого антифашистского фронта.
Тем не менее, к концу 1943 года отношения между АК и Гвардии Людовой начинают ухудшаться.
- 15 сентября 1943 года командующий АК отдал приказ «О обеспечении спокойствия на местах», в котором имелся пункт «О борьбе с бандитизмом», в соответствии с которым силам АК предписывалось уничтожать действующие на территории Польши «вооружённые банды», «ликвидировать руководителей и агитаторов». Ряд командиров АК приняли этот приказ как разрешение на начало боевых действий против отрядов Гвардии Людовой и советских партизан на территории западных областей Украины и Белоруссии[29].
- 07.10.1943 — во Влощовском уезде Келецкого воеводства отряд АК «Орёл» убил шесть активистов ППР, семь бойцов Гвардии Людовой, одного активиста «Батальонов хлопских» и трёх солдат АК, «сотрудничавших с коммунистами»[30]
- 17.10.1943 — в деревне Каргове отряд АК «Орёл» окружил и атаковал отряд Гвардии Людовой имени Бартоша Гловацкого. Партизаны Гвардии Людовой с боем прорвались из окружения, но потери составили 11 бойцов убитыми, позднее скончались ещё трое раненых, в результате общие потери составили 14 бойцов убитыми и умершими от ран[30]. Позднее «Орёл» был уничтожен AK как «сотрудничавший с немецкими оккупантами».
- 07.12.1943 в Опатовском уезде боевой группой АК были убиты шесть бойцов из отряда Гвардии Людовой имени Завиши Чёрного[30]
- в течение декабря 1943 года в северной части Люблинского воеводства боевой группой АК были убиты командир отряда АК Ян Дадун («Януш») — сторонник союза с ППР и 8 бывших солдат АК, перешедших в отряды Гвардии Людовой[30]

После объединения Гвардии Людовой и некоторых других формирований в Армию Людову, между ней и Армией Крайовой были установлены военные контакты на местах, но в целом недоверие между ними постепенно усиливалось.
С другой стороны, уже в 1943 году руководство АК активизировало контакты с руководством организации «Народове силы збройне» (NSZ), объединявшей ультранационалистов и других правых сил. 7 марта 1944 года было подписано соглашение об объединении NSZ и АК. Процесс объединения продолжался до конца 1944 года, и закончился переходом в АК большинства членов NSZ. Это обстоятельство способствовало размежеванию АК с представителями левых сил и сторонниками сближения с Советским Союзом. АК планировала интернировать членов ППР, членов Крайовой рады народовой, Союз борьбы молодых, и членов иных польских крайне левых военно-политических организаций. Предполагалось, что все гражданские немцы, активисты коммунистических и просоветских организаций и украинские националисты, в том числе, будут содержаться в специально созданных лагерях..

## Деятельность АК на территории СССР

### АК в Западной Беларуси
После присоединения Западной Белоруссии к Белорусской ССР в 1939 году органы государственной безопасности СССР и БССР провели активную борьбу с польским подпольем. По данным НКВД БССР за период с октября 1939 года по июль 1940 года в западных областях БССР было выявлено и устранено 109 различных повстанческих организаций, объединявших 3221 участника — 2904 поляков, 184 белорусов, 37 литовцев и 106 человек других национальностей. Одновременно проводилось выселение в Сибирь, Казахстан и другие отдалённые районы страны из западных областей Белоруссии осадников, служащих лесной охраны, польских офицеров, полицейских, служащих государственных учреждений, помещиков, предпринимателей. В результате деятельности органов безопасности и внешней разведки СССР польскому подполью на территории БССР, в основном активной его части, был нанесён значительный урон.
После нападения Германии на СССР и оккупации Белоруссии летом 1941 года правительство Сикорского и командование ZWZ-AK в Варшаве использовали сложившиеся условия для укрепления своих позиций на восточных территориях бывшей Польши. Вслед за немецкими войсками в Белоруссию потянулись польские довоенные чиновники из Западной Белоруссии и различные деятели из центральных районов Польши, других стран. Многие из них хорошо владели немецким языком, имели репутацию обиженных советской властью. Среди них было много людей, связанных с эмигрантским правительством. Вскоре поляки получили значительное влияние в руководстве местными вспомогательными органами оккупационного немецкого аппарата: городскими, районными (уездными) управами Западной Белоруссии, местной вспомогательной полицией. Кроме поляков на эти должности претендовали также и представители белорусов, которые также рассчитывали использовать должности во вспомогательной администрации как средство легальной борьбы за свои интересы, как плацдарм в борьбе за политическое влияние среди населения. Поэтому неизбежно возникал острый конфликт между польскими и белорусскими деятелями. Последние были препятствием как для польского, так и для советского подполья. Началась борьба на уничтожение друг друга как собственными руками, так и с помощью немцев.
На территории Белоруссии были созданы три округа АК: Новогрудский, Полесский и Виленский, а также инспекторат Гродно, который подчинялся обшару АК Белосток.
На территории Западной Белоруссии советское и польское подполье определённое время сосуществовали довольно мирно, иногда поддерживали союзнические отношения: обменивались информацией об обстановке на фронтах, о положении в своих районах действия, договаривались о совместных действиях во время карательных экспедиций гитлеровцев. Так, созданный весной 1943 года в районе озера Нарочь отдел А. Бужинского («Кмицица») участвовал в боевых операциях вместе с партизанской бригадой, которой руководил Ф. Г. Марков. Вместе они провели ряд операций по разгрому немецких гарнизонов.
26 августа у Хатовиц советская партизанская бригада имени К. Е. Ворошилова под командованием Фёдора Григорьевича Маркова нанесла поражение польскому партизанскому отряду (200 человек) под командованием подпоручика Антония Бужинского (Antoni Burzyński). Советские партизаны расстреляли 72 пленных поляков, включая самого подпоручика Бужинского.
Основная часть польского подполья поддерживала и выполняла указания «Лондона» и Варшавы. Дальнейшие политические события делали неизбежным конфликт между АК и советскими партизанами. Главным был вопрос о советско-польской границе и отношению к немецким оккупантам. На местном уровне к тому же действовали факторы борьбы за сферы влияния, вопросы обеспечения продовольствием, оружием.
В июне 1943 года было принято постановление ЦК ВКП(б) «О дальнейшем развитии партизанского движения в западных областях Беларуси», а также закрытое письмо ЦК КП(б) «О военно-политических задачах работы в западных областях БССР». В этих документах заявлялось, что западные области БССР являются неотъемлемой частью БССР и что здесь допустимо существование только групп и организаций, которые руководствуются интересами СССР. Существование всех прочих организаций должно рассматриваться как вмешательство в интересы СССР. В секретном письме имелись конкретные установки в отношении польских формирований:
- Создавать советские партизанские отряды и вытеснять польские из этих территорий.
- Внедрять в польские отряды своих агентов, деморализовать их, разлагать их изнутри.
- Привлекать к сотрудничеству людей, находящихся в польских отрядах и вызывающих доверие. Из них создавать польские советские партизанские отряды.

Там, где советское партизанское движение было достаточно сильным, предлагалось:
- Без шума ликвидировать руководителей польского подполья.
- Польские отряды разоружать, оружие со складов реквизировать; рядовых партизан, если есть возможность, включать в борьбу с немцами под советским руководством.
- Среди разоружённых и распределённых по советским отрядам поляков выявлять враждебные элементы.

Всё вместе указанное привело к неизбежным столкновениям между советскими партизанами и АКовцами. По данным Я. Эрдмана, из 185 боевых операций, проведённых отделами Новогрудской округа АК за период с 1 января 1942 года по июль 1944 года, 102 были против немцев (55 %) и 81 (45 %) против советских партизан. Обычными были явления, если из одной деревни часть жителей была в советских партизанах, а часть — в АК. Значительными были потери как среди партизан и АКовцев, так и среди местного населения. По неполным данным, с весны 1943 по июль 1944 г. только на территории Барановичской области советскими партизанами было расстреляно более 500 местных жителей за сотрудничество с АК. Не меньшими были репрессии со стороны АК. Так, командир Столбцовского соединения АК А. Пильх («Гура») в одной из своих публикаций признавал, что за этот же период его легионеры уничтожили около 6 тыс. чел.
В свою очередь немцы, стремясь к активизации борьбы местных сил с советскими партизанами, с конца 1943 года начали использовать конфликт между АК и «советами» в своих целях. Командование Армии Крайовой в Варшаве не давало ни ориентировок, ни приказов на сотрудничество с гитлеровцами против Красной Армии и советских партизан. Однако отдельные случаи имели место.
- Одним из первых контакт с немцами установил А. Пильх. В декабре 1943 года он заключил с немцами договор о сотрудничестве в борьбе с советскими партизанами взамен на обеспечение его оружием.
- 22 декабря 1943 года в Лиде договор с немцами заключил командир Наднеманского соединения АК Ю. Свида («Лех»), который на протяжении января-марта 1944 года получил от немцев пять партий оружия.
- в феврале 1944 года переговоры с немцами вёл командующий Виленским округом АК подполковник А. Крыжановский («Вильк») — несмотря на то, что ещё в январе 1944 года из Лондона поступило официальное запрещение контактов с немцами.

Весной 1944 года Генеральный комиссар Белоруссии Готберг не разрешил проводить мобилизацию местного населения в Белорусскую Краевую Оборону (БКО) на территории Лидского округа, районов Узда, Ивенец, Воложин, Браслав, Мядель, Козловщина и части Деречинского района, где в это время происходила мобилизация в АК. Особенно открытый характер мобилизация в АК с разрешения немцев приняла на территории Лидского округа.
Часть членов АК перешла к вооружённой борьбе против советской власти. В 1944−1945 годах в Западной Белоруссии происходили многочисленные нападения на военнослужащих, советских активистов, местных жителей, поддержавших советскую власть. Отдельные акции зафиксированы вплоть до начала 1950-х годов.

### АК на Западной Украине
На Западной Украине были созданы отдельные Волынская округ и обшар № 3. Волынский округ насчитывал около 8 000 бойцов, сражавшихся с Украинской Повстанческой Армией (УПА). Обшар № 3 (комендант — полковник Я. Филипковский) занимал территорию созданного немецкими оккупационными властями дистрикта «Галиция» (Distrikt Galizien) и включал Львовскую, Тернопольскую и Станиславскую округи. Львовская округа объединяла 15 000 чел., которые включились в борьбу против УПА и украинской полиции, лишь изредка действуя против немцев. В Тернопольской округе 13 000 польских бойцов сконцентрировались на борьбе с УПА. В Станиславской округе было 7000 бойцов, сосредоточившихся на самообороне и проведении акций против УПА. Осенью 1943 г. командование АК в округе установило контакт с командирами венгерских войск, которые в обмен на нейтралитет передали полякам оружие.
В 1942 году немецкие власти начали выселять с территории украинско-польского пограничья поляков и на их место вселять немцев и украинцев. В ответ АК уничтожила несколько сот представителей украинской сельской элиты.
Весной 1943 года на момент начала массовых этнических чисток поляков на Волыни, УПА не воспринималась в качестве реальной угрозы, поскольку убийства поляков украинскими националистами случались и раньше, однако они не носили массового характера, и, следовательно, не вызвали беспокойства широкой общественности. Ещё на рубеже 1942 и 1943 годов польское подполье положительно оценивало положение в этом регионе. Отчёты, которые присылали в Лондон, скорее были обнадёживающими. В июле 1943 года масштабы уничтожения польского населения достигли пика. Всего в течение 1943 и 1944 годов украинские националисты убили от 50 до 60 тысяч поляков. Такие данные приводят польские историки, хотя некоторые из них называют гораздо бо́льшие цифры. Отряды АК в отместку за действия УПА убивали украинских мирных жителей. Количество погибшего от рук АК украинского населения на всех территориях украинский-польского конфликта, включая Волынь, по некоторым подсчётам, достигает 21-24 тыс. чел.. Также убийства мирных жителей-украинцев происходили и на собственно польской территории — районе Грубешова.
Враждующие стороны неудачно попытались добиться примирения в середине 1943 года. В штаб-квартиру сил УПА отправились офицеры округа АК Волынь Зигмунт Румель и Кшиштоф Маркевич. 7 июля были проведены предварительные переговоры в районе Свинаржина на Волыни. 8 июля делегация поехала на дальнейшие переговоры в село Кустичи, где после переговоров оба аковца были убиты УПА.
На территории Генерал-губернаторства (Холмщина, Подляшье) в боях с аковцами с осени 1943 г. УПА действовала совместно с подразделениями дивизии СС «Галиция».
По подсчётам некоторых польских исследователей, в целом в течение 1943—1944 гг. только на Волыни между АК и с одной стороны и подразделениями УПА с другой произошло около 150 боёв, во время которых с обеих сторон погибло по меньшей мере по несколько сотен бойцов.
Бои в южной Люблинщине в 1943-44 годах считаются польскими историками наиболее крупными столкновениями между УПА и АК на территории современной Польши — обе стороны потеряли от 3 до 4 тысяч человек преимущественно гражданского населения.
Со вступлением Красной армии на территорию Западной Украины Армия Крайова приняла решение начать операцию «Буря». Её целью было занять крупные города Восточной Галиции и Волыни, чтобы таким образом продемонстрировать активное участие АК в борьбе против нацистских оккупантов. Это был также план военной и политической демонстрации принадлежности западноукраинских земель Польше. По мнению польских историков, операция показала, что многочисленные нападения украинских партизан не достигли цели — польские подпольщики сохранили значительные вооружённые силы.
На захваченных землях Западной Украины Красная Армия и советские органы госбезопасности проводили насильственное разоружение и аресты отрядов АК, которые впрочем, охватили только часть подполья. Сохраняя организационную структуру, аковцы без каких-либо серьёзных потерь пережили зиму 1944—1945 годов, надеясь, что потом смогут отвоевать Западную Украину. Массовые аресты польских подпольщиков быстро убедили руководство ОУН-Б и УПА, что советская власть не заинтересована в существовании независимой Польши. Ни украинцам, ни полякам никакая «самостийность» на спорных территориях не светила. В связи с этим, обе стороны постепенно решили объединить усилия в борьбе с Советами.
Предложение о локальном сотрудничестве между УПА и АК было представлено капитаном Марьяном Голубевским на встрече командиров из округов АК Грубешов, Хелм и Замосць в сентябре 1944 г. После переговоров повстанцы выпустили листовку с призывом к прекращению боевых действий и объединению против общего врага. Соглашение не нашло поддержки в центральных органах делегации Вооружённых сил.
21 мая 1945 года в селе Руда-Ружанецкая опять же по инициативе АК между ней и УПА были проведены переговоры и достигнута договорённость о совместных действиях против советских войск. Успешность контактов украинского и польского подполья варьировалась по регионам. В некоторых пограничных украинско-польских землях они продолжались с 1945 вплоть до 1948 г. В других регионах, сотрудничество между польским подпольем и украинскими националистами было менее успешным и фактически ограничивалось нейтралитетом, в других регионах отряды УПА и WIN проводили совместные действия против польской милиции и Управления безопасности, самой известной из которых было нападение 28 мая 1946 г. на Грубешов. Город был несколько часов в руках повстанцев, во время операции было убито 10 военнослужащих войск НКВД, 2 члена ППР и 5 польских милиционеров.
Однако в целом взаимодействие осуществлялось на низовом уровне и носило скорее военный, чем политический характер. По мнению польского историка Гжегожа Мотыки, частичное изменение политики украинских националистов по отношению к полякам произошло вследствие того, что поляки к тому времени уже фактически оставили «восточные кресы». К середине 1944 года не менее 300 тысяч поляков уехало из Восточной Польши. Отток поляков усилился после советско-польского соглашения об обмене населением. По нему до конца 1945 г. в Польшу уехало до 800 тысяч поляков.

### АК в Литве
27 октября 1939 г. литовская армия перешла границу оккупированного поляками Вильнюсского края, а на другой день вошла в Вильнюс. Произошёл возврат этой территории Литве, но практически сразу поляки начали создавать подпольные организации, чьей целью было восстановление власти Польши в довоенных границах. В июне 1940 г. СССР оккупировал Литву, и сразу начались репрессии против подпольных польских организаций. Чекистами было арестовано много командиров и рядовых членов Союза вооружённой борьбы. Позднее, уже после нападения Германии на СССР и оккупации территории Литвы (территория рейхскомиссариата «Остланд»), был создан отдельный Виленский округ АК общей численностью до 9000 человек, воевавших против литовских коллаборационистов. Весной 1944 г. действовали 15 вооружённых отрядов поляков. Они нападали, в основном, на литовскую полицию, а также на советских партизан, грабили и терроризировали литовское население. Случались нападения на членов литовских органов самоуправления, учителей и других гражданских лиц. АК фактически держала власть в нескольких волостях Восточной Литвы. 7 литовских полицейских батальонов были посланы в этот регион для борьбы как с отрядами АК, так и с советскими партизанами. В мае 1944 г. в боях с АК литовцы потеряли около 70 бойцов убитыми, несколько сотен попали в плен. Около 30 литовских пленных были расстреляны по приговорам военно-полевых судов АК, других разоружили и отпустили по домам. Некоторые члены АK в Литве эпизодически сотрудничали с нацистами и иногда получали помощь оружием в обмен на относительную нейтральность и решительные действия против советских партизан. На уровне литовских районных властей бывали договорённости о взаимном ненападении , но договориться о взаимодействии против немцев и большевиков не удавалось.
14 августа 1943 г. отряд АК захватил город Жоджистки и перебил литовско-германский гарнизон (130 человек).
17 января 1944 г. отряд АК захватил город Рудомино, взяв в плен 15 литовских полицейских.
20 июня 1944 г. группа бойцов АК попала в засаду (см. Резня в усадьбе Глитишки) вблизи усадьбы Глитишки (Glitiškės), которую устроил отряд литовского 258-го полицейского батальона, подошедший из бывшего в 5 км Пабярже (Paberžė). В бою были убиты двое литовских полицейских. После отступления литовцев, поляки нашли двух раненых и добили их. Тогда уже целая рота самообороны из Пабярже вошла в Глитишки и устроила расправу над жившими в окрестностях поляками. Командир роты Пятрас Полекаускас (Petras Polekauskas) приказал расстрелять польскую рабочую семью, которые выдали тех двух раненых, а затем были расстреляны и другие работники и случайные люди из окрестных деревень. Обитателей усадьбы литовцы пощадили. Через несколько часов в Глитишки из Вильнюса прибыл управляющий усадьбами Владислав Комар и осмотрел место трагедии. В Комар был назначен немцами, но снабжал АК продуктами и лошадиным кормом, искал возможности союза между литовскими и польскими вооружёнными отрядами. На обратном пути управляющего остановили литовские полицейские и убили штыками и прикладами. Через несколько дней в Глитишках были эксгумированы 39 трупов. В ответ на это зверство, 23 июня 5-я бригада АК провела "акцию мести" в литовском селе Дубингяй (Dubingiai), в котором проживали семьи некоторых литовцев, убивавших поляков в Глитишкес. Поляки в отместку убили 27 гражданских лиц, в том числе несколько маленьких детей и женщин.
По приказу командующего АК Т. Коморовского от 12 июня 1944 года был подготовлен план освобождения Вильнюса до подхода советских частей (Операция «Острая брама»). Первая атака 6-7 июля была неудачна для поляков, погибли сотни бойцов. Тяжёлые уличные бои 5 500 солдат Армии Крайовой с частями немецкого гарнизона продолжались до 13 июля 1944 года. Только благодаря взаимодействию АК с наступающими частями 3-го Белорусского фронта, Вильнюс был освобождён. Освобождённые районы города 13—15 июля патрулировались совместными патрулями солдат АК и Красной Армии. Но вскоре после освобождения Вильнюса органы НКВД начали репрессии в отношении членов АК. 17 июля 1944 года комендант Виленского округа Александр Кржижановский и командиры частей Армии Крайовой были приглашены на совещание к генералу И. Д. Черняховскому и арестованы. 7924 солдата и офицера были разоружены. Из этого количества 4400 солдат и офицеров было откомандировано на сборные пункты, 2500 солдат распущены по домам командирами частей и конвоем. Кроме этого, на участке 1-го Прибалтийского Фронта было разоружено 400 польских солдата. Офицеры и бойцы, отказавшиеся вступить в просоветскую армию Берлинга, были сосланы в советские лагеря, где до 1946—1947 года трудились на лесоповале в калужских и подмосковных лесах.
После арестов большинства руководителей АК в Литве, несколько тысяч бойцов и гражданских помощников АК всё-таки оставались на свободе. Часть членов Виленского округа АК перешла к вооружённой борьбе против советской власти. Руководство НКВД-НКГБ организовало массовые аресты поляков с целью заставить польское население Вильнюса и района выехать в Польшу. В конце 1944 г. в Вильнюсе были зарегистрированы 84 990 поляков и только 7958 литовцев из общего числа жителей 106500. Было установлено около 100 конспиративных квартир и там устроены засады, которые арестовали 2186 членов АК. Всё-таки в 1944—1945 гг. в Виленском округе происходили многочисленные нападения на военнослужащих, советских активистов, местных жителей, поддержавших советскую власть. Отдельные акции зафиксированы вплоть до 1948 года.
В середине 1990-х гг. стали известны документы, свидетельствовавшие о намерении Армии Крайовой освободить Литву, создать здесь польский аппарат управления и провести репрессии в отношении «нелояльных» жителей. Был составлен список нелояльных лиц, которых следовало арестовать или казнить.
В сентябре 2004 г. члены клуба ветеранов Армии Крайовой и ветераны Союза местной самообороны Литвы подписали Декларацию примирения .

### Операция «Буря» на территории СССР
Командованием СВБ-АК в 1941—1943 г.г. был разработан план действий «Барьер», предполагавший проведение крупномасштабных диверсий на железных дорогах в случае слишком поспешного отступления вермахта с целью задержания немецкого фронта на востоке, чтобы облегчить высадку союзников и одновременно затруднения наступления Красной Армии. По поводу советско-польской границы 28 ноября 1942 г. Сикорский писал руководителю АК в оккупированной Польше генералу Ровецкому: « все будет зависеть от соотношения сил в решающий момент. Я предполагаю, что это соотношение будет в решающей фазе войны в пользу Польши. Я не согласился обсуждать вопрос о границах в декабре 1941 г., когда Сталин предлагал мне обсудить небольшое изменение границ и тесные союзнические отношения. Возможно, польское правительство вместе с британским и американским смогут склонить Советское правительство к признанию наших прав на Востоке и поддержке требований на Западе». Расчёт не оправдался. В конце сентября 1943 года англо-американское командование официально уведомило правительство Миколайчика, что Красная Армия первой вступит на территорию Польши. Тем самым все предыдущие планы АК, основанные на крахе Германии в результате военных действий западных союзников, уже не отвечали реальности. Ошибочность геополитической концепции лондонского правительства Польши, построенной на антисоветизме, породила убеждённость в возможности если не военного, то геополитического поражения СССР во Второй мировой войне. Присланная 1 октября 1943 г. инструкция правительства для Армии Крайовой содержала в себе следующие инструкции на случай несанкционированного польским правительством вступления советских войск на территорию Польши в границах 1939 года: «Польское правительство направляет протест Объединённым нациям против нарушения польского суверенитета — вследствие вступления Советов на территорию Польши без согласования с польским правительством — одновременно заявляя, что страна с Советами взаимодействовать не будет. Правительство одновременно предостерегает, что в случае ареста представителей подпольного движения и каких-либо репрессий против польских граждан подпольные организации перейдут к самообороне». Руководство АК и Делегатуры исходило из доктрины «двух врагов» (Германия и СССР). 14 октября 1943 года генерал Тадеуш Бур-Коморовский при рассмотрении вопроса о возможности польского восстания на оккупированной немцами территории заметил на заседании руководства политического подполья, подчинявшегося лондонскому правительству : 

 «Мы не можем допустить до восстания в то время, когда Германия всё ещё держит Восточный фронт и защищает нас с той стороны. В данном случае ослабление Германии как раз не в наших интересах. Кроме того, я вижу угрозу в лице России… Чем дальше находится русская армия, тем лучше для нас. Из этого вытекает логическое заключение, что мы не можем вызвать восстание против Германии до тех пор, пока она держит русский фронт, а тем самым и русских вдали от нас. Кроме того, мы должны быть подготовлены к тому, чтобы оказать вооружённое сопротивление русским войскам, выступающим на территорию Польши».
В «Инструкции правительства для страны» от 27 октября 1943 г. и в приказе командующего АК от 20 ноября 1943 г. перед Армией Крайовой была поставлена задача по мере отступления немцев овладевать освобождёнными районами как в Западной Белоруссии, Западной Украине и Литве, так и в самой Польше, чтобы вступающие советские войска уже встречали там сформированный аппарат власти, поддержанный вооружёнными отрядами, подчинёнными эмигрантскому правительству. Инструкция рассматривала разные варианты развития ситуации. Первый вариант подразумевал организацию восстания в тесном взаимодействии с союзными войсками англичан и, возможно, американцев, и указывал цели восставших, подробно останавливаясь на обстоятельствах, которые могут сопровождать решение о начале восстания. Второй вариант рассматривал ситуацию, при которой западные союзники не дадут согласия на всеобщее восстание в Польше, а немецкий фронт будет прорван советскими войсками. В этом случае предписывалось проводить против немцев «усиленную саботажно-диверсионную акцию» политического и оборонительного характера.
В связи с возможностью прихода в Польшу советских войск до освобождения этих территорий поляками, эта инструкция предусматривала две возможности.
В случае восстановления дипломатических отношений с СССР надлежало вывести из подполья польские конспиративные власти и воссозданные части Войска Польского, которые до того момента, как власть получило бы новое польское правительство, оставались в конспирации.
В случае, если бы дипломатические отношения с СССР восстановлены не были, политические власти страны и вооружённые силы оставались бы на нелегальном положении вплоть до разрешения союзниками спорных вопросов. В случае репрессий и арестов необходимо было ограничить своё проявление необходимыми актами самообороны. Инструкция даже рассматривала вариант мирного договора между СССР и Германией, также предписывая в этом случае недопущение вооружённых действий кроме самообороны и продолжение конспиративной деятельности против Германии.
Проанализировав инструкции лондонского правительства, штаб АК утвердил на их основе новый план действий — план «усиленной диверсионной операции» под кодовым обозначением «Операция „Буря“». Основные положения нового плана содержались в приказе по АК командующего Армией Крайовой № 1300/111. Относительно взаимодействия с Красной Армией, в нём сказано:
«…Приказываю тем бойцам и командирам, которые примут участие в уничтожении отступающих немцев, открыто вступить в контакт с входящими на нашу территорию русскими. В этот момент их задачей станет свидетельствовать своим появлением существование Польской Республики. В этом пункте мой приказ не соответствует указаниям, изложенным в инструкции правительства. Однако я не считаю возможным создавать вакуум в виде отсутствия перед лицом русских военной силы, которая будет представлять Польшу и её легальные власти. В этом случае все наши операции были бы приписаны польским соединениям, служащим Советам. Мою точку зрения разделяет делегат правительства и местные органы политической власти».

В течение осени 1943 года были разработаны директивы плана «Буря», которые предписывали подпольным структурам Делегатуры правительства в эмиграции и АК при вступлении РККА на территорию Польши в границах 1939 года выходить из подполья и представляться командирами частей в качестве легальных польских властей. Он предусматривал, что в момент приближения фронта подразделения и структуры АК будут находиться в состоянии полной боевой готовности, примут названия довоенных частей Войска Польского (дивизий и полков, повторяя довоенную географическую структуру армии и номера её дивизий), усилят диверсионные акции, а прежде всего начнут открытую борьбу с отступающими немецкими подразделениями, пытаясь установить контакт на тактическом уровне с Красной Армией. В освобождённых городах легализуется и возьмёт власть в свои руки подпольная администрация (областные и окружные представительства), которая в качестве хозяина территории будет встречать советские войска. В соответствии с планом, на освобождённой от немцев территории должны были легализоваться гражданские власти подпольной делегатуры, которые заявят, что они не имеют ничего против того, чтобы Красная Армия вела борьбу с немцами на территории Польши, однако потребуют передачи им административных полномочий на всей освобождённой территории. По замыслам стратегов Армии Крайовой, эти действия особо активно должны были проводиться на спорной территории между Бугом и Неманом. Таким образом, военные операции, в ограниченной форме проводимые против немцев, фактически должны были быть направлены на то, чтобы принудить советское руководство де-факто признать в стране власть польского правительства в Лондоне. Восстание должно было носить черты последовательной акции, а не однократного выступления на всей территории государства. Демонстрацией силы планировалось обеспечить легализацию «подпольного государства», проявить его полный суверенитет в границах на Востоке 1939 года и независимость от СССР.
Однако США и Великобритания признали, что вся Польша станет зоной военно-оперативных действий Красной Армии. Это обстоятельство оказало прямое влияние на решения, принятые по польскому вопросу. Опубликованные документы говорят, что в условиях военного времени оба этих лидера признали за СССР право на пресечение враждебных действий подполья в отношении советских военнослужащих. Антисоветские формирования в зоне операций советских войск были обречены. Что же касается получения довоенных границ Польши на востоке, то эта тема на переговорах руководителей трёх союзных держав даже не поднималась. Черчилль, Сталин и Рузвельт договорились, что восточные границы Польши будут проходить примерно по линии Керзона . Дипломатические усилия польского правительства в Лондоне получить международные гарантии возвращения западно-украинских и западно-белорусских земель, включенных в состав СССР осенью 1939 г., потерпели поражение. Формирование антигитлеровской коалиции во главе с «Большой тройкой»" — СССР, США и Великобритания, — которым принадлежало решающее слово в отношении «малых» союзников, План «четырёх полицейских» и победы Красной армии на советско-германском фронте предвещали переход Польши в сферу советского влияния. С учётом договорённости с союзниками Черчилль многократно советовал Станиславу Миколайчику пойти на уступки и признать, что в качестве границы на востоке должна быть линия Керзона. Черчилль неоднократно предупреждал, что Англия и США не будут воевать с СССР за восточные границы Польши. Черчилль предупреждал, что если вопрос вовремя не будет решён, в Польше будет образовано просоветское правительство . Однако эти усилия не дали желаемых результатов. На предложения британского премьер-министра польский премьер ответил решительным отказом. Во время переговоров Черчилля с премьер-министром польского эмигрантского правительства 20 января 1944 г. последний заявил, что его правительство рассматривает линию границы, установленную Рижским договором, в качестве отправной точки для переговоров с СССР. Польское эмигрантское правительство возражало также против передачи Советскому Союзу Кёнигсберга. Эти заявления свидетельствовали не только о невозможности нормализации отношений между правительствами, но и о том, что польское правительство в Лондоне абсолютно не осознавало сложившуюся в мире геополитическую реальность. Реальных ресурсов провести в жизнь свои домогательства у эмигрантского правительства не было — ни военных, ни политических. С февраля 1944 года АК вела подпольную антисоветскую деятельность в тылах советских войск. Тогда Миколайчик попытался заручиться поддержкой США: 5 июня 1944 года он прибыл с визитом в Вашингтон. Рузвельт, которому нужны были голоса польской общины на предстоявших осенью президентских выборах, заверил польского премьера, что «никогда» не давал согласия на «линию Керзона» (что было ложью) и посоветовал Миколайчику избегать окончательного решения вопроса о советско-польской границе. Тем временем американский посол в Москве проинформировал Сталина, что переговоры Рузвельта с Миколайчиком проходили в русле тегеранских договорённостей. Таким образом, польские власти в изгнании и политики, руководившие «подпольным государством» и АК на польской территории  , официально продолжали придерживаться ориентации на помощь западных союзников в сохранении Польши в довоенных границах на востоке, Заользья, Оравы и Спиша с приобретением территорий на западе и севере. Армия Крайова и та часть населения, которая её поддерживала, становились заложниками данной концепции. Борьба с СССР о сохранение Польши в довоенных границах на востоке была заведомо обречена на провал, но был сознательно взят курс на конфронтацию. В конечном итоге это привело к ожесточённой силовой борьбе с СССР. Это решение не поддержал ни один из западных союзников. При этом польское правительство не могло использовать информацию о массовых репрессиях против АК и Делегатуры в зоне операций советских войск из-за нежелания западных союзников ссориться с СССР по этому вопросу. В итоге все попытки польских лондонских кругов переложить на англосаксов бремя решения возникшего конфликта с действительностью, в котором они увязли, оказались безрезультатными. По поручению британского премьера английским СМИ было рекомендовано не освещать деятельность АК на бывших польских восточных территориях. Как пишет польско-английский историк Я. Чехановский, польское правительство «не имело намерения поддерживать Красную Армию в её продвижении через Польшу и желало сохранить полный оперативный и политический контроль над АК до момента окончательной „схватки“ со Сталиным». Дальше предполагалось, что заграница поможет, и Сталин будет вынужден признать правительство в изгнании в качестве единственных законных представителей Польши. Хотя в инструкции об акции «Буря» говорилось, что Красная Армия — «союзник наших союзников», в её секретной части давалось распоряжении о создании тайных антисоветских структур (Организация «Не»). Предполагалось «создать скелет подпольной антисоветской организации», чтобы сохранить кадры АК, особенно во Львове и Вильно.
Принципиально важной для Сталина являлась та часть сообщения резидента, в которой, по сути дела, передавался долгосрочный политический замысел плана «Буря». С оговоркой, что не все члены правительства поддерживают курс на жёсткое противостояние СССР, резидент констатировал следующее: «Польское правительство и военные круги уверены, что Англия и США не согласятся на уменьшение территории Польши. Поэтому эти круги фактически готовятся к войне против СССР, рассчитывая на поддержку США и Англии». Обладание такими сведениями определяло неприятие Москвой неоднократных предложений западных политиков о взаимодействии с военным подпольем, подчинённым польскому правительству, и твёрдую позицию Сталина по польскому вопросу на конференции глав великих держав в Тегеране. При этом комендантом АК уже изначально в октябре 1943 года предполагалось следующее:
«…Сохранение и поддержание в конспирации нашей в настоящее время широко разветвлённой организации под советской оккупацией будет невозможно. Практически я ограничу количество командных органов и отрядов, выходящих из подполья, до необходимого минимума, остальных постараюсь сохранить посредством формального расформирования.

1. С максимальной секретностью подготавливаю на случай второй русской оккупации базовую сеть командных кадров новой тайной организации… В любом случае это будет отдельная сеть, не связанная с широкой организацией Армии Крайовой, расшифрованной в значительной мере элементами, остающимися на советской службе».
При этом комендантом обшара (территории) Вильно этой новой (сверхсекретной) внутриаковской организации под названием NIE — «Не» весной 1944 года был назначен офицер AK (подполковник «Людвик»), с 1940 года работавший по линии разведки СССР; на самом деле «Неподлеглость» существовала практически c февраля 1944 года.
Эти же директивы коменданта АК определяли отношение польских партизанских формирований AK к советским войскам и советским партизанам:
…Отношение к русским. Ни в коем случае не следует затруднять находящимся на наших землях советским партизанским отрядам ведения борьбы с немцами. На данное время избегать стычек с советскими отрядами. Те наши отряды, у которых уже были такие стычки и которые по этой причине не могли бы наладить отношения с советскими отрядами, должны быть передислоцированы на иную территорию. С нашей стороны допустима только операция по самообороне.
2. Надлежит противодействовать тенденции населения восточных территорий бежать на запад от русской опасности. В особенности массовое покидание польским населением районов, где оно образует компактные польские массивы, было бы равнозначно ликвидации польского присутствия на этих территориях.

3. Относительно вступающей на наши земли регулярной русской армии выступать в роли хозяина. Следует стремиться к тому, чтобы навстречу вступающим советским подразделениям выходил польский командир, который имел бы за собой сражение с немцами и вследствие этого истинное право хозяина. В намного более трудных условиях в отношении к русским окажется командир и польское население, освобождение которых от немцев было произведёно русскими.
Делегат эмигрантского правительства в Польше Янковский в докладной записке на имя Миколайчика от 10 января 1944 года требовал, помимо возвращения Западной Украины и Западной Белоруссии, включения в состав Польши Восточной Пруссии, Силезии и Литвы. Латвию, Эстонию, Беларусь  и Украину предполагалось сделать независимыми государствами под польским контролем.
В начале марта 1944 г. полковник Окулицкий был вызван в штаб верховного вождя — генерала Соснковского, военного представителя лондонского польского правительства. Впоследствии генерал Окулицкий так описывал состоявшееся там секретное совещание:
...Когда я перед вылетом в Польшу был на приёме у генерала Соснковского, он сказал, что в недалёком будущем следует ожидать наступления Красной Армии, которое приведёт к разгрому немцев в Польше. В этом случае, говорил Соснковский, Красная Армия оккупирует Польшу и не допустит существования на территории Польши Армии Крайовой как военной организации, подчинённой лондонскому польскому правительству. Соснковский предложил, после того как Красная Армия прогонит нацистов из Польши, фиктивно распустить Армию Крайову и одновременно создать засекреченный «запасной штаб» для подрывной работы в тылу Красной Армии.
Соснковский сказал, что этот запасной штаб будет руководить борьбой против СССР.
Соснковский просил передать эти инструкции командиру Армии Крайовой в Польше генералу Бур-Коморовскому.
В мае генерал Окулицкий был тайно переброшен на самолёте в оккупированную немцами Польшу, где он связался с генералом Бур-Коморовским и передал ему инструкции Соснковского. Бур-Коморовский сказал генералу Окулицкому, что он создаст специальный аппарат организации «Неподлеглость» для выполнения следующих задач:
1. Сохранять оружие для нелегальной работы против СССР.
2. Создавать террористические, т. н. «ликвидационные», группы для убийства противников Армии Крайовой.
3. Подготовлять кадры диверсантов для подрывной работы в тылу советских войск.
4. Заниматься военной разведкой и контрразведывательной работой в тылу Красной Армии.
5. Сохранять имеющиеся у АК радиостанции и поддерживать радиосвязь с главным командованием АК в Лондоне.
6. Проводить печатную и устную пропаганду против СССР.

Правительство в целом до октября 1944 г. не знало о существовании организации «Неподлеглость». Создавая подпольную организацию «Не» Главнокомандующий и Бур-Коморовский «забыли» сообщить об этом премьер-министру.

## Действия АК против гражданского населения

### Армия Крайова и украинцы
Противостояние польских властей и украинских националистов (аресты, Пацификация украинцев в Восточной Малопольше (1930), затем содержание многих членов ОУН, например, в концлагере Берёза Картузская началось с первых дней обретения Польшей независимости и Польско-украинской войны. Западно-украинские земли, находившиеся в 1919-39 гг. под властью Польши, с началом Второй Мировой войны стали ареной острого противоборства.
Со стороны поляков тому были две основные причины:
- Шовинизм, в силу которого поляки, несмотря на полный разгром их вооружённых сил Вермахтом и РККА, продолжали считать земли Западной Украины своей территорией;
- Нереалистичная оценка ими общей ситуации, а именно — вера в успех войны с немцами сил подпольной Армии Крайовой.

Со стороны украинских националистов причина для конфронтации с поляками заключалась в стремлении к полной независимости во всех регионах с преобладанием украинского населения. В результате противостояния официальных точек зрения в конфликт было втянуто мирное население. С конца лета 1943 года (особенно активно — с осени) боевики АК стали проводить массовые нападения на украинские села, поддерживавшие УПА. 1 октября 1943 года отряд Армии Крайовой сжёг украинские села Полапи и Сокол, жители которых участвовали вместе с бандеровцами в уничтожении сёл Острувков и Воли Островецкой. 6 марта 1944 комендант АК Грубешивского повета Голембевский принял решение о «превентивно-ответной» акции против ряда поселений, в которых размещались посты украинской вспомогательной полиции или были размещены «станицы» ОУН(б) — УПА. Целями было выбрано 11 сёл, среди которых были Прихориле, Ментке, Шиховичи, Теребинь, Стрижинец, Турговичи, Сахрынь и 5 других.
Ряд украинских историков считает, что убийства украинцев аковцами были ещё в 1942 году на Холмщине и в Подляшье. Польский историк Гжегож Мотыка пишет, что убийства украинцев в тех регионах начались только в 1943 году уже как ответ на действия УПА.

### Армия Крайова и евреи
В штабе Армии Крайовой существовал еврейский отдел. В конце 1942 года для оказания помощи польским евреям была создана организация «Жегота», получавшая поддержку со стороны сторонников «лондонского» правительства и АК.
Тем не менее, Армия Крайова, поставившая задачей объединить под своим контролем все партизанские силы страны, не пыталась подчинить себе еврейских партизан. Армия Крайова относилась к евреям, как к просоветским, просоциалистическим и прокомунистическим элементам. Недоверие АК к еврейскому сопротивлению было нормой, но помощь и лояльное отношение между сторонами были постоянными.
Известны случаи взаимодействия еврейских партизан с активистами АК. Так, еврейский отряд в Стажевском лесу под Миньском-Мазовецким пользовался поддержкой местного отряда АК, которым командовал Возняк. Бойцы и командиры Армии Крайовой спасали еврейское население. Среди них были даже праведники мира, например, Владислав Бартошевский.
В марте 1943 г. органы Делегатуры объявили выдачу евреев преступлением и пригрозили нарушителям наказанием, а созданные летом 1943 г. при Делегатуре и Главном командовании АК чрезвычайные суды по делам предателей должны были рассматривать и доносы на евреев. Летом и осенью 1943 г. было казнено несколько наиболее активных антисемитов. Двоих казнил майор АК Осткевич-Рудницкий. Эти шаги морально поддержали укрывающихся евреев и их польских друзей, но на антисемитов подействовали весьма слабо.
Весной и летом 1943 года от НСЗ и АК пострадали евреи в пущах Липичаны, Налибоки, лесах Руденска, Нарочи и Брянска
Сотрудничество Армии крайовой с ЕБО стало менее тесным после ареста командующего АК Стефана Ровецкого в июне 1943 года.
15 сентября 1943 года новый командующий АК, генерал Т. Коморовский отдал приказ № 116 «о борьбе с бандитизмом», который был истолкован местными командирами как разрешение действовать против еврейских партизан:

Хорошо вооружённые банды бесцельно шатаются по городам и деревням, нападают на имения, банки, торговые и промышленные предприятия, дома и фермы. Грабежи часто сопровождаются убийствами, которые совершаются советскими партизанами, скрывающимися в лесах, или просто разбойными бандами. В нападениях принимают участие мужчины и женщины, особенно еврейки. <…> Я уже издавал приказ местным командирам в случае необходимости применять оружие против этих грабителей и революционных бандитов.

В Люблинском воеводстве отряд из 60 евреев, освобождённых осенью 1942 года из рабочего лагеря Янишув бойцами отряда Гвардии Людовой, был вскоре[когда?] уничтожен АК
В феврале 1943 года в Келецком воеводстве бойцы отряда АК по приказу командования открыли огонь по принятым в лагерь участникам еврейской подпольной организации, которые бежали из рабочего лагеря для евреев в городе Островец Свентокшиски на востоке Келецкого воеводства. 15 из 17 евреев были убиты, остальные сумели скрыться.
В сентябре 1943 года в Келецком воеводстве бойцами АК были расстреляны семь партизан из отряда С. Ханыза и Б. Гевирцмана (4 еврея, русский и 2 поляка), отправленные отбить у немцев скот, сданный крестьянами. Этот инцидент положил начало войне АК против отряда С. Ханыза и Б. Гевирцмана, состоявшего из евреев, бежавших из Ченстоховского гетто. В конце 1943 года, когда часть группы Гевирцмана находилась в доме крестьянина, дружественного отряду, дом окружили солдаты АК. Они избили евреев и сдали их немцам.
В Варшавском воеводстве, еврейские партизанские отряды возникли в лесах в районе Вышкува (которые являлись базой АК). Одним из них был отряд имени Мордехая Анелевича, состоявший из бывших участников восстания в Варшавском гетто. Это привело к осложнению отношений между АК и евреями несмотря на соглашение о сотрудничестве, ранее заключённое в Варшаве между руководством АК и руководством ЕБО. Пропаганда АК среди крестьян отразилась на снабжении отряда имени М. Анелевича продовольствием. Отряд имени М. Анелевича был разделён на три команды, но вскоре[когда?] одна команда была уничтожена в бою с отрядом АК

### Армия Крайова и белорусы
По ряду исторических данных, солдаты АК занимались террористической деятельностью и участвовали в этнических чистках белорусов. К примеру, соединением «Север» в Гродненской области руководил поручик Ян Борисевич по прозвищу «Крыся». Под его руководством истреблялись партизаны (в отдельных случаях вместе с семьями, так у партизана Симановича была расстреляна вся семья, а дочь заживо сожжена). Также из известных случаев в марте 1944 года под руководством «Крыси» было убито 19 цыган, в том числе и детей в возрасте от 2 до 4 лет. В августе 1944 «Крыся» с боевиками АК совершил нападение на военную автомашину и убил 7 советских военнослужащих, в том числе Героя Советского Союза майора Александра Канарчика, которого АКовцы после убийства облили бензином и сожгли,.
В начале 1944 года некоторые польские группы были разоружены партизанами, ибо к тому времени убийства и насилие со стороны АК приняли угрожающий характер. По формам своей деятельности АКовцы приблизились к методам бандеровцев, совершавших расправы над польским населением в Западной Украине.
После того, как значительное количество отрядов АК было разоружено советскими партизанами, некоторые из формирований, избежавших разоружения, стали на путь соглашательства с немцами, получили от них оружие и начали борьбу с советскими партизанами. На «боевом» счёту польских партизан было немало убитых советских партизан и мирных жителей. Так, один из командиров польского отряда АК Адольф Пильха в своей книге воспоминаний сообщал, что с декабря 1943 по июль 1944 года только Столбцовское соединение АК уничтожило около шести тысяч советских граждан.
После провала операции «Острая брама», план которой состоял в захвате города Вильнюс до прихода Красной Армии, верхушка АКовского командования была арестована, а всем другим было приказано сдать оружие. Однако определённое количество боевиков Армии Крайовой осталось в белорусских лесах, и это имело тяжёлые последствия для местного населения,.
Подразделения АК на освобождённых западных районах Беларуси развернули террор и многочисленные диверсии, нападали на военнослужащих и сотрудников правоохранительных органов, простых граждан и активистов, поджигали общественные здания, грабили магазины и склады. АКовцы совершали расправы над мирными жителями, которых подозревали в симпатии к советской власти, расстреливали и пытали советских активистов, учителей и врачей, крестьян. За 1944—1947 годы бандгруппами АК было совершено 575 террористических актов, 39 диверсий, 252 нападения на государственные учреждения и предприятия,.
От рук польских партизан погибло 96 работников МВД-МГБ, 25 офицеров и 82 сержанта рядовых войск МВД и Советской Армии, 290 человек партийно-советского актива, 1031 гражданин, 166 человек получили ранения, 37 человек были уведены боевиками. В состав действовавших сил входили не только АКовцы, но и дезертиры, уголовники и бывшие полицейские.

## Советская политика в отношении АК
Отношение Советского Союза к польскому подполью, действовавшему на уже освобождённых территориях Западной Украины, Западной Белоруссии и Литвы, было отражением отношения СССР к польскому эмигрантскому правительству. В эмиграционном правительстве и в руководстве связанных с ним организаций и партий в Польше одержали верх сторонники теории «двух врагов». Логическим следствием этой теории был лозунг «выжидание в боевой готовности». Преждевременное ослабление гитлеровской военной машины шло бы вразрез с надеждой на «обескровливание России».
Военно-политические подпольные структуры польского правительства в Лондоне оценивались как сила, дестабилизирующая положение в тылах советских войск. Успехи дипломатии СССР в 1944 — начале 1945 г. в деле решения «польского вопроса» обеспечили советским органам госбезопасности и внутренних дел свободу действий по вскрытию и ликвидации польского антисоветского подполья в тылах советских войск. 2 февраля 1944 г. Сталин сообщил британскому послу, что если Армия Крайова окажет сопротивление СССР, то с ней будут бороться. При этом советская сторона не допускала давления на свою политику западных союзников, которые были обеспокоены проблемой легализации отрядов АК в тылах Красной Армии и пытались по дипломатическим каналам «заинтересовать» Москву возможностями боевого сотрудничества с АК. Политики США и Великобритании признавали за СССР право подавлять сопротивление всякого военного подполья, существующего в тылу действующей Красной Армии. На Западе к этому событию отнеслись довольно прохладно.
В польском сопротивлении AK общая политика «выжидания» момента, когда два врага: Германия и СССР, — будут обескровлены во взаимной борьбе, постепенно сменилась нарастающим ощущением опасности с Востока. Командование в Лондоне ориентировало военно-политическое подполье не только на сопротивление гитлеровским оккупантам, но и на предстоявшее противостояние СССР в случае наступления Красной Армии на запад.
На встрече со Сталиным 26 февраля 1943 г., в ходе которой обсуждались проблемы, накопившихся в непростых советско-польских отношениях, послом Польши Т. Ромером было озвучено предложение польской стороны. Значительную часть беседы посол уделил рассказу о деятельности польского подполья. Он подробно остановился на разных аспектах борьбы с нацистами (от экономического саботажа до «локальных военных действий» в районе Люблина). Внимание Сталина было обращёно на то, что в стране действуют «не партизанские отряды в обычном смысле этого слова»: частями командуют офицеры запаса и кадровые офицеры, которые «строго выполняют инструкции правительства». Кроме того, Ромером была поднята проблема всеобщего восстания. Он уведомил Сталина, что населению Польши даются указания не поднимать восстания, поскольку оно могло быть успешным, «если бы была надежда на скорую поддержку извне, со стороны польских или советских войск». В противном случае, говорил посол, «немцы ответили бы резкими массовыми репрессиями против польского населения», с чем Сталин согласился.
Советское руководство располагало сведениями на этот счёт. Информация о намерениях польского правительства и командования его подпольных структур использовать военно-политические организации антигитлеровского подполья в антисоветских целях поступала в Москву по дипломатическим каналам, по линии внешней разведки, которая имела своих резидентов в аппарате правительства и спецслужбах главного союзника Польши — Великобритании. Имелся также доступ к каналам связи этого правительства с оккупированной территорией, в том числе с Армией Крайовой. Документы советского МИДа показывают, что начиная с 1942 г. чехословацкое правительство с согласия президента Э. Бенеша предоставляло Москве всю поступавшую от В. Сикорского документацию о польских планах создания конфедераций в регионе (Польша участвовала в «разделе» Чехословакии во время Судетского кризиса). Источником оперативных сведений о ситуации на оккупированных советских и польских землях служило также советское и левое польское партизанское движение, существовала советская агентура и в АК.
Длительное время после июня 1941 г. среди поступавшей в Кремль разнообразной информации Армия Крайова не фигурировала как главная и наиболее крупная военная сила польского правительства, действующая на всей территории довоенной Польши. Всё военно-политическое подполье представало в этих документах в идейно-политическом отношении одноцветным. Его организационно-политическая структура отчётливо не просматривалась или не вызывала особого интереса осведомителей Кремля. Основными признаками, определявшими облик и цели военно-политического подполья, отмечались его антисоветская направленность и подчинённость польскому правительству в эмиграции, а не организация и результаты борьбы с гитлеровскими оккупантами. Так, 20 января 1943 г. высшему руководству СССР поступила докладная записка начальника Центрального штаба партизанского движения П. К. Пономаренко «О поведении поляков в некоторых наших задачах». Автор обращал внимание ЦК ВКП(б) на принципиально важных для Москвы политических аспектах. Анализируя различные польские проправительственные печатные издания, он приводил многочисленные примеры определения в них границы 1921 г. как «стратегической необходимости», как «канона современной польской политики», особой «геополитической ценности», которая позволит Польше быть «важным фактором в Средней Европе». В противном случае, отмечал автор документа, печать называла реальной угрозу Польше быть «16-й республикой» в составе СССР.
Кроме того, Пономаренко констатировал, что в стране, оккупированной гитлеровцами, сохраняются те «польские силы», которые «организуются против нас» и получают «директивы уничтожать представителей советского партизанского движения». В подтверждение этого он приводил слова вице-премьера С. Миколайчика, который призывал поляков пока не оказывать активного сопротивления гитлеровцам, ибо, цитировался Миколайчик, «иное поведение польского народа лишает союзников силы, которая может сыграть большую роль в конечном этапе борьбы».
В феврале 1943 г. начальник Центрального штаба партизанского движения при Ставке Верховного Главнокомандования П. К. Пономаренко направил командирам партизанских соединений и руководителям подпольных парторганизаций закрытое письмо «О военно-политических задачах работы в Западных областях Белоруссии». В нём давались следующие указания:

В районах, где имеется уже влияние наших партизанских отрядов и подпольных центров, действия групп националистических польских реакционных кругов не допускать. Руководителей незаметным образом устранять. Отряды или распускать и базы оружия забирать, или, если представляется возможным, отряд брать под своё надёжное влияние, использовать, направляя на активную борьбу с немцами, соответствующим образом передислоцируя и разукрупняя, лишать их значения как самостоятельных боевых единиц, придавать другим крупным отрядам и производить соответствующую и негласную чистку от враждебных элементов.
В июне 1943 Пономаренко приказал прекратить переговоры партизан с АК и незаметно ликвидировать руководителей АК или передать их немцам. В 1943 г. в структуре АК была создана секретная организация под названием NIE (сокращение от пол. Niepodległość — независимость) для противодействия возможному установлению советского контроля над Польшей.
По сообщению полковника Миткевича, польского представителя при главном штабе союзников в Вашингтоне, Сталин в ответ на вопрос союзников, какую позицию он займёт в отношении повстанческих действий АК, сказал осенью 1943 г. следующее: «Если эти вооружённые силы не подчинятся заранее советскому командованию, то он их не потерпит в тыловой зоне.» Это был ответ недвусмысленный и с чисто военной точки зрения правильный, хотя его последствия для AK стали весьма тяжкими.
На рубеже 1943—1944 гг. на оккупированной гитлеровцами польских территорий заявил о себе приемлемый для СССР польский партнёр — Крайова Рада Народова: 16 марта 1944 делегация КРН выехала в Москву для обсуждения вопросов будущего устройства Польши с представителями польской эмиграции в СССР.
В ночь с 3 на 4 января 1944 года Красная Армия перешла довоенную советско-польскую границу у города Сарны. Обмен протестами польского эмиграционного и советского правительств и участие в нём западных держав показали бесперспективность расчётов польских политиков на уступки со стороны СССР, в том числе по вопросу о границе. Можно предположить, что это понимал премьер-министр Польши С. Миколайчик, который 17 марта 1944 г. в письме политическому руководству подполья писал следующее: «Во всей польско-советской полемике последних недель польскому правительству важно было так дипломатически разыграть спор, чтобы ответственность за то, что он не ликвидирован, а даже обострился, пала не на Польшу, а на Советский Союз». Власти в изгнании безуспешно требовали отношения СССР к Армии Крайовой как к регулярной армии, Миколайчик сильно переоценил боевые возможности АК. СССР в 1944 г. формально не был в каких-либо отношениях с польским правительством в Лондоне, некоторые политики   правительства Миколайчика официально заявляли, что Польша находится в состоянии войны с СССР . 15 февраля 1944 года польское правительство в изгнании заявило о своём несогласии установить будущую восточную границу с СССР по «линии Керзона». В заявлении говорилось о том, что вопрос о границе должен быть рассмотрен в послевоенное время, а во время войны необходимо провести демаркационную линию по границе Польши с СССР и Литвой на 17 сентября 1939 г.
Изменение политической обстановки в первые месяцы 1944 серьёзно усложнили положение польского эмиграционного правительства и его подпольных структур (в том числе, и Армии Крайовой, которая уже в ближайшем будущем могла оказаться лицом к лицу с Красной Армией сначала на спорных, а затем собственно польских землях). Последовали уточнения в рекомендациях, которые правительство направляло в командованию АК. Идея всеобщего восстания против гитлеровцев угасла несколько ранее, в феврале 1944 отрядам АК рекомендовалось концентрироваться сначала на бывших восточных «окраинах» Польши и к приходу советских войск легализоваться вместе с представителями польской подпольной административной власти. Сохраняя полную независимость от Красной Армии, они могли предлагать «вступающим на территорию Польской Республики вооружённым силам Советов согласовать взаимодействие в военных операциях против общего врага». В дальнейшем, активистам АК было предписано оставаться в тылу советских войск, сохраняя самостоятельность.

Боевое взаимодействие организовывать только в рамках основных задач, поставленных командующим АК и в тех районах, которые для этих задач предназначены. Выходить за рамки задач и районов, установленных начальниками командира подразделения АК без согласия командующего АК недопустимо.
В польские вооружённые силы, сформированные на территории СССР, вступать запрещалось. В случае попыток разоружения и арестов членов АК советскими органами легализация должна была быть прекращена.
При этом командование АК частично понимало, что Советы такое положение «наверняка терпеть не будут».
9 марта 1944 командующие 1-м Украинским фронтом, который выходил в район Ровно—Луцка, и 2-м Белорусским фронтом, который готовился к операциям в Белоруссии, получили директиву Сталина и начальника генштаба Красной Армии А. И. Антонова «О принятии решительных мер к ликвидации вражеских банд в тылу наших войск». Остававшиеся в тыловой полосе отряды АК в случае неподчинения приказам советского командования о разоружении подпадали под действие этой директивы.
Первое соприкосновение сил АК и советских войск произошло на Волыни 18 марта 1944 года. Это были отряды 27-й дивизии АК под командованием майора Яна Войцеха Киверского и части 2-го Белорусского фронта, наступавшие на Ковель. В конце марта Киверский встретился с советским генералом Сергеевым и договорился о взаимодействии с советскими войсками. В оперативных вопросах 27-я Волынская дивизия АК переходила в распоряжение советского командования, но при этом пользовалась определенной свободой действий. В середине мая 1944 года 27-я дивизия оказалась в немецком окружении, большая часть ее смогла тогда перебраться на Люблинщину через немецкие позиции, однако некоторые ее подразделения были разоружены советскими войсками.

 Донесение командующего Армией Крайовой Верховному Главнокомандующему об отношении к советским властям
19 апреля 1944 г.
1. Отношение Советов к нам оцениваю совершенно реально. Мы ничего хорошего от них не ожидаем, не рассчитываем на их возможную лояльность в сотрудничестве с независимыми польскими органами.
2. Вынужденные обстоятельствами демонстрировать свою позицию в отношении вступающих в Польшу Советов, считаем необходимым, чтобы каждый наш шаг осуществлялся под знаком суверенных прав Речи Посполитой и главенства её Верховных властей над нами.
Поэтому мои указанию командующему Волынским округом содержали такое требование, которое Советы наверняка соблюдать не будут.
На этот случай отдельным приказом я дал указание командующему Волыни пробиваться в тыл немцев, на территорию, где действуют мои приказы. Пока командующий Волыни не проводил дальнейших переговоров с советским командующим, в связи с задержкой в получении моих указаний и необходимостью в это время вести боевые действия.
3. Военная обстановка, так как она представляется нам в стране, указывает на большую вероятность, хотя и нескорого, подавления немцев Советами своими силами, если немецкие силы будут продолжать оставаться связанными на Западе.
Во всяком случае занятие Советами всей Польши мы здесь оцениваем как реальность, с которой требуется конкретно считаться. И как следствие нужно считаться с необходимостью открытого столкновения Польши с Советами и в этом столкновении демонстрации с нашей стороны максимального выражения независимой позиции Польши.
Очевидно, помимо этого будет создаваться подпольное течение польской жизни. Масштабов и боевой силы этого течения в настоящий момент определить нельзя, но не следует переоценивать его возможности.
Расчеты генерала Соснковского на  начало новой войны  были  известны Сталину .
Опыт взаимодействия советских частей с отрядами АК на Волыни, донесения советских военных и партийно-политических органов из других районов вызвали появление 20 апреля 1944 г. директивы Ставки Верховного главнокомандования «: «Ставка Верховного Главнокомандования приказывает порвать всякие сношения с подпольными отрядами генерала Соснковского», то есть с любыми отрядами польских партизан, которые признавали власть правительства в эмиграции. В дальнейшем именно разоружение, а при сопротивлении — подавление силой, интернирование офицерского корпуса АК стали основной формой разрушения военной структуры правительственного подполья в западных районах СССР и на освобождённой от гитлеровцев территории Польши.
Командование Армии Крайовой сосредотачивало свои силы для участия в боевых операциях по освобождению Вильно и Львова. Опять же преследовалась неприемлемая для советского руководства цель — опередив вступление советских войск в эти города (пользуясь отвлечением немцев на противодействие советской армии), предстать в роли их национально-политических и военных хозяев. Советская сторона не принимала такой роли и претензий Польши на спорные территории. Первая же попытка командования АК реализовать эти претензии в районе Вильнюса силами 5 500 АКовцев повлекла за собой появление директивы Ставки Верховного главнокомандования от 14 июля 1944 года.
Командованию всех советских фронтов, участвовавших в изгнании гитлеровцев с польской земли, предписывалось: «ни в какие отношения и соглашения с этими польскими отрядами не входить. Немедленно… разоружать… В случае сопротивления… применять в отношении их вооружённую силу». Разоружение началось в тот же день, за два дня было разоружено 6 тысяч человек, здесь впервые произошли вооружённые стычки частей АКовцев с советскими войсками. Прошедшие проверку солдаты и младшие офицеры были направлены в 1-ю армию Войска Польского, «представляющие интерес» офицеры были переданы в «НКВД—НКГБ и контрразведке „Смерш“ соответственно». Эта директива последовательно исполнялась на Западной Украине, в Белоруссии, Литве и на освобождённой от немцев территории Польши.
На освобождённых землях, то есть непосредственно в тылу Красной Армии, продолжались попытки разоружения отрядов АК, которые уходили в подполье. Это происходило с июля 1944 года и на территории самой Польши. 14 июля 1944 года Сталин и начальник генерального штаба А. И. Антонов издали следующий приказ:

...Советские войска на территории Литвы, Белоруссии и Украины встретились с польскими военными формированиями, подчиняющимися польскому эмигрантскому правительству. Эти формирования вели себя подозрительно и везде действовали против интересов Красной Армии. В связи с этим контакты с ними запрещаются. При обнаружении таких формирований они должны немедленно разоружаться и направляться в специально организованные сборные пункты для расследования."
В качестве иллюстрации намерений командования АК можно привести отрывок из «Сообщения № 243. Рапорт ситуации главного командования АК (Тадеуша Бур-Коморовского) от 14 июля 1944 г.»:

...Предоставляя Советам минимальную военную помощь, мы создаём для них, однако, политическую трудность. АК подчёркивает волю народа в стремлениях к независимости. Это принуждает Советы ломать нашу волю силой и создаёт им затруднения в разрушении наших устремлений изнутри. Я отдаю себе отчёт, что наш выход из подполья может угрожать уничтожением наиболее идейного элемента в Польше, но это уничтожение Советы не смогут произвести скрытно, и необходимо возникнет явное насилие, что может вызвать протест дружественных нам союзников.
С 23 по 27 июля 1944 силы АК и советские войска совместно участвовали в освобождении Львова. В боях за Львов погибло около 700 бойцов АК. Уже 26 июля полковник АК Владислав Филипковский («Янка») заявил в штабе 1-го Украинского фронта о готовности отрядов АК к дальнейшей совместной борьбе против немцев и предложил создать 5-ю Львовскую пехотную дивизию АК, подчиняющуюся политически польскому правительству в Лондоне, а оперативно — советскому командованию. Был осуществлен обмен офицерами связи между АК и советскими войсками. Однако затем в ходе переговоров с генералом госбезопасности И.А. Серовым, который представился «генералом Ивановым», от АК потребовали сложить оружие и распустить все отряды. Полковник Филипковский согласился отдать соответствующий приказ, и в этот же день, 28 июля 1944 года, отряды АК во Львове были распущены и сложили оружие. Видя в вооружённых формированиях АК угрозу для поддержания порядка в тылу и осуществления политической линии советского руководства, 31 июля 1944 Ставка ВГК направила командующим войсками 1-го Украинского, 1-го, 2-го и 3-го Белорусских фронтов и командованию Войска Польского директиву № 220169 о разоружении отрядов АК в тылах советских войск, интернированию командного состава и направлении рядового и младшего командного состава в запасные части польской армии . Однако Филипковский продолжал искать какой-то компромисс, для чего 31 июля с группой своих офицеров вылетел в Житомир на встречу с генералом Михалом Роля-Жимерским (командующим «народным» Войском Польским) для обсуждения дальнейшего сотрудничества. Там сначала продолжились переговоры, но в ночь на 3 августа вся делегация АК была арестована.
2 августа 1944 командующий войсками 1-го Белорусского фронта К. К. Рокоссовский в своём приказе сообщил директиву Ставки Верховного Главнокомандования от 31 июля 1944 года за № 220169:

...вооружённые отряды Армии Крайовой, подчинённые Польскому комитету национального освобождения и желающие продолжать борьбу с немецкими захватчиками, направлять в распоряжение командующего 1-й польской армии. Партизаны этого рода сдают имеющееся у них старое оружие, чтобы получить новое лучшее вооружение. Ввиду того, что вражеская агентура стремится проникнуть в районы боевых действий Красной Армии и осесть на территории освобождённой Польши под видом польских отрядов Армии Крайовой, Ставка приказала вооружённые отряды, входящие в состав Армии Крайовой или других подобных организаций, несомненно, имеющих в своем составе немецких агентов, при обнаружении немедленно разоружить. Офицерский состав этих отрядов интернировать, а рядовой и младший начсостав направлять в отдельный запасной батальон 1-й польской армии....

Приказ командующего Армией Крайовой коменданту подокруга Новогрудек об обстановке в районах, занятых Красной Армией.

16 августа 1944 года
[...]

2. Отношения Советов к АК на занятых ими территориях (люблинское, львовское, часть варшавского, краковское и радомское) негативное. НКВД коварно арестовывает всех командиров и инициативных офицеров. Подразделения и части разоружают, ставят задачу перехода к Берлингу. Сопротивление польского населения значительное. Советы пока не применяют массовых репрессий против населения.

3. Я отдал приказы командующим округов не давать себя обманом арестовывать. На переговоры не ездить, приглашать к себе советских командиров. После акции «Буря» небольшие отряды немедленно включать в дивизионные формирования, а те, в свою очередь, концентрировать в удобных для обороны районах.

В случае разоружения оказывать сопротивление.

4. В связи с общей обстановкой приказываю: переходить к подпольной борьбе, саботировать призыв в армию Берлинга и в советские части. Воздерживаться от вооружённого выступления против Советов. Все Ваши решения принципиального характера требуют моего утверждения...

Знич
По польским данным, первый с 1939 года регулярный бой АК с регулярными советскими войсками начался утром 21 августа 1944 года. Бой происходил между отрядом АК численностью более 70 бойцов под командованием подполковника Мацея Каленкевича «Котвич» и 3-го батальона 32-го мотострелкового полка войск НКВД.
В инструкции командования 1-го Белорусского фронта военным комендантам от 23 августа 1944 г. требовалось «в случае появления в уезде, волости вооружённых отрядов, групп и одиночек, входящих в Армию Крайову (АК) или подчиняющихся другим польским организациям, враждебным ПКНО, комендант обязан принять немедленные меры к их разоружению, используя для этого милицию, а при необходимости и части войск охраны тыла и ближайшие части Красной Армии».
Уже 23 августа 1944 года из Люблина в лагерь под Рязанью был отправлен первый этап интернированных бойцов АК. Перед отправкой их держали в бывшем немецком концлагере Майданек. Как правило, интернировали офицерский состав, а рядовых зачисляли в 1-ю армию Войска Польского.
За несколько месяцев органы НКВД и контрразведки «Смерш» арестовали 30 офицеров из командования Люблинского округа АК, включая коменданта, всех начальников штабов (шестерых расстреляли, шестерых выслали в лагеря), пятерых инспекторов (четырех расстреляли, одного выслали в лагерь), 8 комендантов районов и подрайонов. Всего около 50 тыс. бойцов АК были задержаны и отправлены в советские лагеря.
Задержание, разоружение и роспуск отрядов АК, аресты командного состава убеждали часть бойцов Армии Крайовой и её руководство в необходимости оставаться в подполье и оказывать сопротивление враждебным действиям советской стороны, а также мероприятиям Польского комитета национального освобождения.
Из информации начальника политического управления 1-го Белорусского фронта С. Галаджева:

При этом наиболее острым является вопрос о разоружении партизанских отрядов Армии Крайовой. Видно это из следующего примера.
25 июля с. г. командование 29-го гв. ск по указанию Военного совета 8-й гвардейской армии произвело разоружение партизан соединения АК, именующего себя 27-й польской дивизией, численностью 4500 человек (командир дивизии — полковник Тварды, начальник штаба — майор Жегота).
Во время предварительных переговоров по этому вопросу командование партизанского соединения отказалось выполнить приказ о разоружении и просило командование корпуса отдать им боевой приказ на наступление против немцев.
Но командир корпуса гвардии генерал-лейтенант Фоканов приказал собрать партизан, установил место сбора в районе города Любартув и организовал там круговую оборону силами одного полка 74-й гсд. К назначенному времени партизанское соединение прибыло на место сбора во главе со своими командирами. Вначале партизаны отказались сложить оружие, заявив, что они добыли его в боях с немцами, хотят продолжать борьбу до полного разгрома немецких оккупантов и готовы выполнить любой боевой приказ командования Красной Армии. Но после повторного приказания разоружение все же состоялось. Сдавая оружие, многие партизаны плакали, чувствовалось, что они сильно обижены.
Это мероприятие вызвало ряд политически вредных толкований среди партизан Армии Крайовой и местного населения. Высказывается такая мысль, что «Советский Союз и Красная Армия вместо объединения всего польского народа на борьбу с немецкими захватчиками толкают поляков на гражданскую войну внутри Польши».
Партизаны других отрядов Армии Крайовой начинают уходить в леса и, надо полагать, своего оружия они без борьбы не сдадут.

Как писал польский историк Р. Назаревич, «сдача оружия и интернирование в СССР части бойцов АК будили в них чувства незаслуженной обиды и понятного разочарования… Эта несправедливость по отношению к людям, страдавшим не за свою вину, препятствовала политической поляризации в рядах АК и давала пищу антикоммунистической, антисоветской пропаганде». В перехваченной радиограмме всем подпольным организациям указывалось не признавать ПКНО и саботировать все его мероприятия, в частности мобилизацию в Войско Польское, был объявлен Бойкот. Фактически ни один округ АК в тылу действующей Красной армии не был расформирован. Приказ военных комендатур об обязательной сдаче оружия, боеприпасов и радиостанций не был выполнен. В тылу советских войск были оставлены в подполье организации Армии Крайовой(несколько десятков тысяч «аковцев»), которые постепенно переключались с борьбы против Германии на борьбу против СССР и ПКНО, несколько десятков подпольных радиостанций, типографий, проводились диверсии, саботаж, организовывались и террористические акты, документально зафиксировано уничтожение отдельных военнослужащих, мелких групп солдат и офицеров советской армии бойцами АК. В основном деятельность антисоветская отрядов АК на территории самой Польши осенью-зимой 1944 г. сводилась к препятствованию мобилизации населения в Войско Польское (вооружённые силы ПКНО) и реквизиции продуктов. ПКНО, будучи не в состоянии самостоятельно противостоять подполью, обратился за помощью к руководству СССР. С октября 1944 аресту подлежали не только офицеры АК, но и рядовые, даже те, кто уже летом был задержан и отпущен сразу после разоружения.
В октябре 1944 г. для борьбы с АК была сформирована Сводная стрелковая дивизия внутренних войск НКВД под командованием генерал-майора Бориса Серебрякова, главной задачей которой стала борьба с польским национальным подпольем. В состав дивизии вошли 2-й, 11-й, 18-й и 98-й пограничные полки, 145-й стрелковый полк внутренних войск, 198-й отдельный мотострелковый батальон внутренних войск. В разное время ей придавались и другие соединения, в частности 338-й пограничный полк, 267-й полк внутренних войск, дивизион бронепоездов. Первые боевые столкновения частей этой дивизии с отрядами АК произошли 25-26 октября. Считать эти инциденты в 1944 г. серьёзными боями не стоит. В июле —декабре 1944 г. отряды АК почти не действовали непосредственно против Красной Армии. Очевидно, сказывались следующие факторы:
- значительная часть поляков воспринимала Красную Армию как освободителей;
- новые просоветские органы власти ещё не успели своими действиями восстановить против себя население;
- Армия Крайова в военном отношении была значительно ослаблена после весенне-летней акции «Буря». Политические цели плана «Буря» достигнуты не были: в отдельных операциях Красная Армия сначала шла на взаимодействие с отрядами Армии Крайовой в ходе боевых действий против немцев, а затем войска НКВД разоружали эти отряды и арестовывали военных и гражданских руководителей, вышедших из подполья, а также — поражения Варшавского восстания;
- вся освобождённая территория Польши была насыщена соединениями и частями Красной Армии и внутренних войск НКВД;
- все ждали, чем закончатся переговоры премьер-министра эмигрантского правительства Польши Станислава Миколайчика с советским руководством, проходившие в августе и октябре 1944 г. в Москве. Неудача попытки Миколайчика договориться с Москвой стала очевидной только в конце ноября, когда он ушёл в отставку с поста премьер-министра;
- осенние холода заставляли подпольные отряды покидать леса и рассредотачиваться по зимним квартирам.

Активные действия формирований Армии Крайовой наблюдались в тот период преимущественно в восточных воеводствах. В ноябре против этих соединений была проведена крупномасштабная операция силами специально сформированной Белостокской оперативной группы войск НКВД, в состав которой вошли несколько полков пограничных и внутренних войск. В результате операции подполью был нанесён урон, и в середине декабря 1944 г. Белостокскую оперативную группу расформировали, а подчинённые ей части возвратили в свои соединения. В «Особой папке» Сталина осенью 1944 г. имеется довольно много сводок и докладов о широкомасштабных операциях по разоружению и ликвидации формирований Армии Крайовой, по аресту руководителей подполья на местах, массовому задеижанию рядовых участников подполья AK и их отправке из Польши в лагеря на территории СССР.
18 ноября 1944 г. в «Указаниях по конспиративной работе», направленных эмигрантским правительством новому командующему АК генералу Л. Окулицкому, сменившему попавшего в плен Т. Коморовского, вновь подтверждалось право отрядов AK на «самооборону», требовалось уклоняться от призыва в Войско Польское и сохранять верность эмиграционному правительству. Выдержки из директивы лондонского польского правительства за № 7201-1-777 от 11 ноября 1944 г., адресованной генералу Окулицкому:

Так как знание военных намерений и возможностей... Советов на востоке имеет основное значение для предвидения и планирования дальнейшего развития событий в Польше , вы должны... передавать разведывательные донесения согласно указаниям разведывательного отдела штаба.
Дальше в директиве запрашивались детальные сведения о советских воинских частях, транспортах, укреплениях, аэродромах, вооружении, данные о военной промышленности и т. д.
По неполным данным в период с 28 июля 1944 до 30 мая 1945 членами АК было убито 594 и ранено 218 советских военнослужащих. В общей сложности членами АК было убито около 1000 военнослужащих Красной Армии.
И поскольку в данной ситуации отряды АК в тылах советских войск, выступающие со своими интересами в качестве какой-то третьей силы и оспаривающее решения Большой Тройки (трёх ведущих держав антигитлеровской коалиции), никому из союзников не были нужны, союзники, особенно США, дистанцировались от вооружённого подполья в тылах Красной Армии, предоставив АК право самой разбираться со своими проблемами — у польского антикоммунистического и антисоветского подполья, действующего в тылах советских войск не осталось практически никаких перспектив. Политики США и Великобритании официально признавали за СССР право подавлять сопротивление всякого военного подполья, существующего в тылу действующей Красной Армии. Надежды на вмешательство западных держав не оправдались. Британское правительство, обеспокоенное негативным влиянием польского вопроса на его отношения с СССР продолжало поддерживать, по его мнению, наиболее здравомыслящих польских эмигрантских политиков, которые уже не входили в состав польского эмигрантского правительства; отношения Великобритании с правительством Т. Арцишевского сводились фактически только к его признанию.
Много бывших военнослужащих Армии Крайовой на Западной Украине летом и осенью 1944 года вступили в истребительные батальоны и активно содействовали Советам в их борьбе с УПА.

## Операция «Буря» и Варшавское восстание

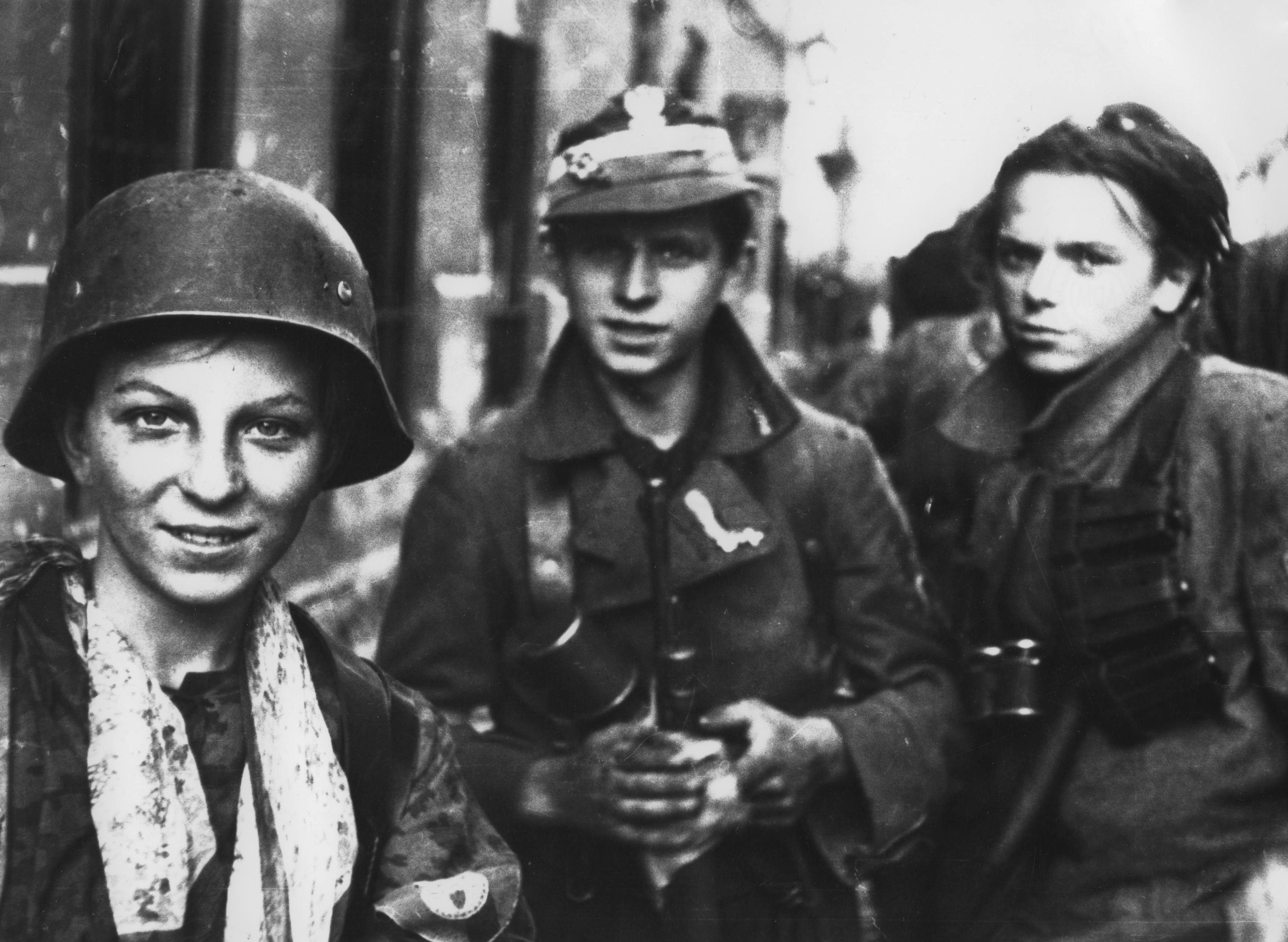
Повстанцы-харцеры Армии Крайова во время Варшавского восстания 1944 года

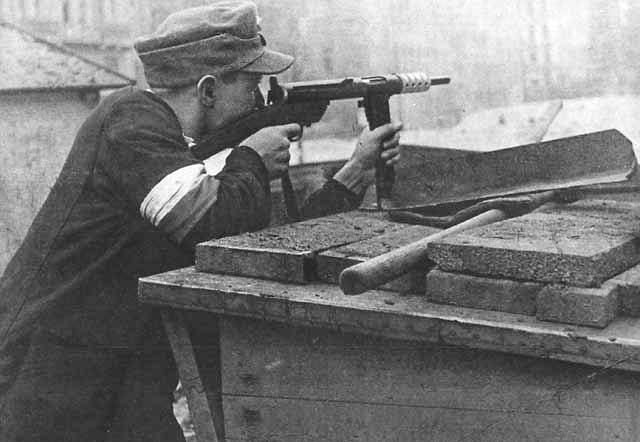
Польский повстанец во время Варшавского восстания 1944 года

План восстания согласовывался с планом восстановления вооружённых сил. Цели этого плана в апреле 1942 были поставлены как «организация в самом скором времени с момента восстановления контроля над страной армии, которая смогла бы с оружием выступить против противника и удержать территорию и границу государства».
На базе территориальных округов АК планировалось в первую очередь воссоздать 16 дивизий пехоты, 3 кавбригады и одну моторизованную бригаду. Затем командование АК собиралось восстановить ещё 15 пехотных дивизий и 5 бригад кавалерии. Поскольку эти соединения планировалось создать на базе реально действовавших партизанских отрядов АК, то эти партизанские отряды стали в 1944 г. носить номера довоенных полков и дивизий. Структура, организация и дислокация Восстановления вооружённых сил строились по образцу на 1 сентября 1939. Западные союзники не поддержали плана восстания в Польше, не согласованного с СССР. Решения начальников штабов США и Великобритании, принятые 7 июля 1944 г. не оставляли в этом сомнений. Из них следовало, что: командование союзников не имеет возможности для доставки по воздуху оружия в количествах, достаточных для обеспечения восстания в Польше. Это возможно только морем в увязке с советскими операциями; определить срок восстания в Польше могут только польские власти по согласованию с наиболее заинтересованным союзником — СССР; диверсионные акции, нарушающие немецкие коммуникации в Польше, полезны прежде всего СССР, и именно с ним их необходимо согласовать. Эту же мысль высказал 28 июля 1944 г. лондонским полякам и генерал Исмей: «Союзники не могут предпринимать такого рода действия, если они не скоординированы с наступлением русских… Начальники штабов подчёркивают, что польская Армия Крайова находится в зоне, где невозможно её взаимодействие с англоамериканскими армиями».
Варшава, как место открытой вооружённой борьбы, стала входить в тактику планов Главного командования «АК» в 1944 г. лишь летом 1944 г. 21 июля 1944 г. 1-я польская армия была объединена с партизанской Армией Людовой в единое Войско Польское, его главнокомандующим стал генерал Михал Жимерский. Первым документом ПКНО был провозглашённый 22 июля в Хелме Июльский манифест ПКНО 1944, содержавший программу строительства народно-демократической Польши. Этому комитету было подчинено Войско Польское и создаваемая на занятых Красной Армией территориях милиция. 24 июля 1944 года У. Черчиллю был вручён меморандум польского эмиграционного правительства о желательных действиях англичан по отношению к Польскому комитету национального освобождения. В меморандуме указывалось, что «…Комитет был сформирован на территории, на которую СССР не имеет притязания, но которая оккупирована советскими войсками, вследствие чего создание Комитета произошло с ведения советских оккупационных властей…». Правительство Великобритании проигнорировало требования лондонского правительства. Премьер-министр Великобритании Уинстон Черчилль выступил с резкой критикой в адрес польского эмиграционного руководства. Оно, по его мнению, неправомерно проводило вооружённые акции на территории западных районов СССР с целью привлечь внимание мирового сообщества, дискредитируя тем самым Лондон в глазах советского руководства (конференция «большой тройки» — лидеров трёх стран: Ф. Д. Рузвельта (США), У. Черчилля (Великобритания) и И. В. Сталина (СССР), состоявшаяся в Тегеране в конце 1943 года — тогда в 1943 г. было принято предложение У. Черчилля о том, что претензии Польши на земли Западной Белоруссии и Западной Украины будут удовлетворены за счёт Германии, а в качестве границы на востоке должна быть линия Керзона) и нарушая единство антигитлеровской коалиции. На этой конференции У. Черчилль предложил, чтобы «очаг польского государства и народа» располагался между «линией Керзона» (этнографическая граница польских земель, предложенная Антантой ещё в 1919 г. и примерно совпадавшая с советско-польской границей в 1945—1991 гг.) и «линией реки Одер с включением в состав Польши Восточной Пруссии и Оппельнской провинции» (то есть части германской Силезии). И. В. Сталин и президент США Ф. Рузвельт согласились с этим. Черчилль в ответ на просьбу правительства в изгнании вмешаться в историю с разоружением отрядов АК в Вильно проявил себя следующим образом: «… возмущённый, он набросился на нас за бои в Вильно и на Волыни. Он по-старому ополчился на наши претензии относительно Вильно, критиковал за то, что вместо того чтобы отступать на Запад, мы лезем туда только затем, чтобы обратить внимание на своё присутствие». По поручению британского премьера английским СМИ было рекомендовано не освещать деятельность АК на бывших польских восточных территориях. 25 июля 1944 года «Бур» доложил, что готов к восстанию в любой момент начиная с 25 июля и требовал подкрепить восставших силами польской воздушно-десантной бригады генерала Станислава Сосабовского и авиацией ВВС Великобритании.
26 июля 1944 глава польского эмиграционного правительства Станислав Миколайчик дал коменданту Армии Крайовой добро на восстание в Варшаве, изначально не включавшегося в планы операции «Буря», а правительство СССР и ПКНО подписали соглашение, которым признавалась власть ПКНО на освобождаемой польской территории. 27 июля Миколайчик вылетел в Москву, и в тот же день советские газеты объявили о заключении договора между советским правительством и ПКНО, согласно которому Комитету передавалось «…полное управление всеми гражданскими делами во всех освобождённых советскими войсками районах.» 28 июля лондонское правительство, рассмотрев ситуацию в Варшаве, постановило одобрить план восстания в Варшаве. Теперь же, в польской столице следовало осуществить то, что не удалось AK ни в Вильно, ни во Львове: разбить гитлеровцев за 12 часов до прихода Красной армии. С тем чтобы вступающего в освобождённую силами АК Варшаву встретила вышедшая из подполья власть Делегатуры лондонского правительства. В каждый раз более усложнённой политической ситуации, в канун официального визита премьера Станислава Миколайчика в Москве, руководителям Делегатуры и AK казалось, что вооружённое восстание может иметь заметное значение в разговорах с правительством СССР. В июле 1944 г. предполагалось внезапным ударом захватить Варшаву, затем в течение нескольких дней произвести там высадку польской парашютно-десантной бригады, которая дислоцировалась на территории Англии, а также подготовить все необходимые условия для прибытия в освобождённую Варшаву эмигрантского правительства из Лондона. Концепция восстания исходила из краткой (максимум 3—4 дня) борьбы против отступавших германских войск. Дальше предполагалось, что заграница поможет, и Сталин будет вынужден признать правительство в изгнании в качестве законных представителей Польши. Варшавское восстание в военном отношении было направлено против немцев, политически — против СССР и ПКНО и демонстративно — против проводимой политики западных союзников. 27 июля 1944 года генерал Окулицкий был назначен Бур-Коморовским новым комендантом внутриаковской тайной антисоветской военно-политической организации NIE. В Варшаве располагался руководящий центр этой подпольной организации. В августе 1944 года Окулицкий сохранил на нелегальном положении в Варшаве конспиративные штабы NIE (заместитель коменданта генерал Фильдорф, Август Эмиль), тщательно законспирировал местонахождение радиопередатчиков. По плану кадры внутриаковской организации «Неподлеглость» оставались бы на нелегальном положении вплоть до разрешения всех спорных вопросов. 1 августа Советское правительство признало ПКНО единственным законным органом власти в стране. Политические и военные лидеры «Лондонского» лагеря в Варшаве ставили перед выступлением АК в столицы следующие цели:
— Занятие столицы своими силами (при около 14 % вооружённых огнестрельным оружием АК-овцев.)
— В освобождённой столице власть переходит к Делегатуре лондонского правительства.
— По отношению к Красной Армии и 1-й армии Войска Польского АК и Делегатура выступает в Варшаве «в роли хозяина» — из-за неубранных баррикад. Сконцентрировать отряды АК в избранных, защищённых баррикадами районах города.
— Конспиративная сетка организации «Не» остаётся в подполье до момента полного выяснения положения в пользу эмиграционного правительства.
— Красной армии и польских вооружённых сил, сформированных на территории СССР в укреплённые AK районы Варшавы не пускать до разрешения спорных вопросов.
— Перемещение с запада в столицу команды спецназа Королевских военно-морских сил, 1-й польской отдельной парашютной бригады, Польского полка истребительной авиации Королевских ВВС, а также британских подразделений с помощью ВВС Британии (англичане на это не согласились по причинам техническим и политическим, о чём эмиграционное правительство и командование АК 31 июля знали), то есть на самом деле изменение установленных с Верховной штаб-квартирой объединённых экспедиционных сил Главное командование союзных сил США/Великобритании оперативных зон в Европе.
— Прибытие в Варшаву эмигрантского правительства из Лондона, союзных наблюдателей и премьер-министра Миколайчика.
— Принудить СССР к отказу от поддержки ПКНО, контролируемой им Люблинской Польши и Людового Войска Польского.
— В случае отказа принятия этих условий и непризнания власти эмиграционного правительства, попыток СССР разоружить АК, интернирований или попыток доставить в столицу (укреплённые AK районы Варшавы) Польский комитет национального освобождения — демонстративное вооружённое сопротивление на баррикадах столицы, с расчётом на вмешательство западных держав — возможный распад (раскол внутри) Большой Тройки (антигитлеровской коалиции) на фоне проблемы Варшавы.
— Руководство новым подпольем должно было взять на себя остающееся в подполье ядро антисоветской организации «Не» во главе с генералом Окулицким и Фельдорфом.
— В реализации этих целей руководители Делегатуры и 3 генерала-командующих АК рассчитывали на немедленную военную помощь Великобритании и Красной Армии.
Преследуя взаимоисключающие и противоречащие друг другу цели, в частности объективно направленные против Красной Армии, руководство АК полагало, что именно советские войска должны поддерживать восстание. «Авторы восстания стремились превратить Варшаву в большую драматическую сцену, на которой должен был быть сыгран последний решающий акт российско-польской конфронтации. Здесь должны были окончательно определиться российско-польские отношения. Здесь Западные державы должны были быть приглашены к публичному выражению своей позиции по польскому вопросу» Арчибальд Кларк Керр посол Великобритании в СССР 30 июля советовал Миколайчику идти на уступки: признать, что в качестве границы на востоке должна быть линия Керзона, начать переговоры о формировании нового состава правительства Польши и спешно строить отношения c ПКНО, но Миколайчик ответил решительным отказом.30 июля Ян Новак-Езёраньский, который был сброшен на парашюте из Англии доложил командованию AK, что десанта польской парашютной бригады и массовых сбросов оружия не будет, добавил также, что восстание «облегчило бы политическую игру Миколайчика». В тот же день в Москву прилетел Миколайчик.
31 июля 1944 года, когда передовые силы Красной Армии приближались к расположенному на восточном берегу Вислы варшавскому району Прага, командование АК отдало приказ о начале восстания в Варшаве 1 августа. Ни командованию Красной армии, ни Верховному командованию Войска Польского, ни Польским левым организациям, действовавшим в Варшавском подполье не поступало никакой официальной информации о подготовке и дате восстания Армии Крайовой в Варшаве. Генерал дивизии Коморовский отдал приказ о начале восстания под давлением генерала Окулицкого после ложного сообщения, что советские танки ворвались в предместье Варшавы Прагу на восточном берегу Вислы. Судьбоносное решение было принято в узком кругу в отсутствие офицеров, ранее высказывавшихся против преждевременного выступления. Однако попытка захвата власти в столице не увенчалась успехом. Варшавское восстание началось 1 августа без учёта обстановки, сложившейся к тому времени на варшавском направлении советско-германского фронта. Уже 31 июля советские танкисты оказались в тяжёлом положении. Поэтому с утра-в 4.10 1 августа 2-я танковая армия получила приказ командира отказаться от штурма Праги (предместье Варшавы) и переходить к обороне. В составе АК в Варшаве и Повяте Варшавским накануне восстания числилось максимально до 50 тысяч подпольщиков, что превосходило германские части в городе (около 16 тысяч в левобережной Варшаве), однако, вооружены они были крайне слабо. К моменту начала восстания в нём приняло участие лишь 40 % сил, находившихся в Варшаве в распоряжении командования Армии крайовой. На около 20 000 хорошо вооружённых гитлеровцев в Варшаве при поддержке артиллерии, самоходных орудий и танков, руководство подполья Армии Крайовой бросило необстрелянную конспиративную организацию варшавской АК, которая была вооружена и обучена лишь частично. Восстание началось днём 1 августа 1944, в нём изначально приняли участие около 23 тыс. солдат АК под командованием полковника Антони Хрусцеля («Монтёр») из которых только часть была вооружена, к которым присоединились жители города и активисты других подпольных структур. Поднимая восстание в Варшаве, его организаторы скрыли от основной массы повстанцев и населения свои подлинные цели, объективно направленные против варшавян и Красной Армии (забаррикадироваться и не допускать в укреплённые АК районы Варшавы Красную армию и польские вооружённые силы, сформированные на территории СССР вплоть до разрешения спорных вопросов, а в случае попыток разоружения АК оказывать вооружённое сопротивление, рассчитывая на вмешательство западных держав). Основная масса в восстание была втянута без полного понимания того, что они совершают, без понимания политических целей восстания.. Повстанцам не удалось в полной мере использовать эффект неожиданности, так как противник был осведомлён о дате восстания, и ещё до 17 часов 1 августа немецкие части в основном успели занять боевые позиции. В военном отношении — у повстанцев почти не было огнестрельного оружия, часть была переправлена AK в другие места, некоторые склады обнаружили немцы, поэтому у повстанцев приходилась лишь одна единица огнестрельного вооружения (например, один пистолет) на семь человек. Тяжёлое вооружение полностью отсутствовало. На время «W» солдатам AK завезли всего лишь 40-60 % содержимого складов оружия. Остальные солдаты АК (80-90 %) огнестрельного оружия не имели и в стычки вступали с гранатами, бутылками с зажигательной смесью, железными прутьями, дубинками и палками, камнями а то и безо всего — с голыми руками. Повстанцы в августе сумели занять 34 из 400 намеченных к захвату стратегически важных объектов, но им не удалось полностью вытеснить немцев из центра города, а также овладеть главными коммуникациями и мостами. В руках восставших оказалась большая часть центра города, но и здесь они были не в состоянии предпринять наступательные действия, так как вокзалы, все мосты, склады оружия и аэродромы оставались в руках немцев, не считая целого ряда сильных опорных пунктов. Враг не понёс особых потерь, удержал ключевые позиции в городе и вынудил повстанцев перейти к обороне. На этой территории власть перешла к польской администрации, издавались газеты, действовало радио («Блыскавица») и городские службы. 2 августа командование АК направило в Лондон радиограмму c требованием, чтобы советские войска немедленно перешли в наступление на Варшаву, в этот же день командование АК потребовало, чтобы в Варшаве в предместье Воля (Варшава) высадилась 1-я польская отдельная парашютная бригада генерала Сосабовского из состава Польских вооружённых сил на Западе.
Немцы довольно скоро сумели локализовать восстание в нескольких районах Варшавы и приступить к подавлению с использованием авиации, бронетехники, бронепоезда и артиллерии. Тем временем немецкий гарнизон был усилен, немцы стянули резервы, и 4 августа полковник Хрусцель отдал приказ о переходе к обороне. 5 августа немцы начали широкомасштабную контратаку с использованием танков, тяжёлой артиллерии и боевой авиации. При этом с фронта не было отозвано ни одной части. Против повстанцев были брошены охранные части СС, полиции, карательное подразделение СС под командованием Оскара Дирлевангера, коллаборационисты из бывших советских граждан, перешедших на сторону немцев, украинские националисты и сводный полк 29-й штурмовой бригады СС «РОНА» (т. н. «бригада Каминского»). Гитлеровцы атаковали при поддержке бронетехники (возможность их нейтрализации была небольшой из-за скромных ресурсов противотанковой защиты). Немецкие «Штуки», Heinkel He 111, и «Мессершмитты» выполнили 1606 вылетов на бомбардировку, практически безнаказанно превращали в руины варшавские кварталы, потеряв один Ю-87 над Старым Городом, ход действий предопределяло огромное преимущество немцев в силе огня.7 августа командование АК потребовало, чтобы в Кампинос высадилась 1-я польская отдельная парашютная бригада генерала Сосабовского. Наступавшие немецкие колонны разделили Варшаву на «повстанческие острова», связь между которыми сохранялась через подземные коммуникации. Силы корпусной группы «Фон дём Бах» имели лучшее техническое оснащение и большую огневую производительность. Они наносили повстанцам многократно большие потери. В захваченных немцами районах совершались убийства жителей, а здания целенаправленно разрушались.
Командование АК предполагало, что бои будут продолжаться несколько дней или даже 12 часов до прихода Красной Армии. Однако наступление РККА в районе Праги было прекращено ещё до начала восстания (ввиду контрудара немцев), по версии правительства в изгнании несмотря на просьбы премьера правительства в изгнании С. Миколайчика. Как правило, сторонники позиции о преднамеренной остановке советского наступления из-за Варшавского восстания не опираются на документальные доказательства. Борис Соколов, не называя конкретно, ссылается даже на фальшивые документы, распространявшиеся гитлеровцами во время восстания. В августе 1944 г. потери 1-го Белорусского фронта составили 114 400 человек, в том числе 23 483 убитыми. Войска 1-го Белорусского фронта потеряли в период за полтора месяца боёв с начала августа по первую половину сентября 1944 года 166 808 советских бойцов и командиров. Но, действуя в соответствии с планом Варшавской операции. советские войска, так и не достигли своих основных целей. При этом восполнение потерь 1-го Белорусского фронта шло главным образом за счёт необученного пополнения из Западной Белоруссии, что резко снижало боеспособность войск. К моменту выхода к окрестностям Варшавы, Красная Армия, пройдя с 23 июня около 500 километров, растянула порядки и коммуникации. До начала восстания в Москве не было получено от правительства Великобритании сведений о его подготовке, хотя, как признало впоследствии британское министерство иностранных дел, англичане располагали такой информацией. Только вечером 2/3 августа в 1.10 в советский Генеральный штаб поступило сообщение о том, что в Варшаве 1 августа в 17.00 начались бои, поляки просят англичан прислать им необходимые боеприпасы и противотанковое оружие, а также помощи русских «немедленной атакой извне». 3 августа эта информация была направлена Молотову, после чего Сталин принял представителей польского эмигрантского правительства во главе с Миколайчиком. Опубликованный в польских документальных сборниках протокол этой встречи свидетельствует, что С. Миколайчик не просил об оказании помощи повстанцам в Варшаве действиями советских войск, речь также не шла о возможности координации этих действий. В беседе Миколайчик лишь сообщил следующее: «Приближается минута освобождения Варшавы. С 1 августа ведётся борьба нашей подпольной армии с немцами. Эта армия уже добилась значительных успехов, хотя помощь извне ей крайне необходима». Затем он попросил помочь ему выехать в Варшаву. На что Сталин ответил: «Но ведь там немцы». Миколайчик сказал: «Варшава будет свободна со дня на день». Сталин заметил: «Дай бог, чтобы это было так». Далее в ходе беседы Миколайчик вновь вернулся к Варшаве, сказав: «Сегодня я получил телеграмму, что 40 000 наших людей начали варшавское восстание. Я прошу о поставке оружия на пункты, которые они контролируют». 5 августа И. В. Сталин выразил сомнение относительно действий АК, заявив, что в современной войне армия без артиллерии, танков и авиации, даже без достаточного количества лёгкого стрелкового оружия не имеет никакого значения и он не представляет, как АК может изгнать немцев из Варшавы.
9 августа 1944 года состоялась ещё одна встреча С. Миколайчика со Сталиным. После обмена мнениями о том, каким может быть польское правительство после изгнания немцев с территории Польши, Миколайчик обратился к Сталину с просьбой оказать помощь полякам, борющимся в Варшаве. Миколайчик 9 августа просил Сталина о поддержке в форме поставок оружия, однако отказывался пойти навстречу Москве в вопросе о границах и в вопросе о власти (Сталин предлагал коалиционное правительство на базе ПКНО с включением деятелей правительства в изгнании). 9 августа 1944 года Сталин в беседе с членами польской правительственной делегации во главе с премьером Польского правительства в изгнании Станиславом Миколайчиком заявил, что начинание с восстанием польской подпольной армии в Варшаве он считает «нереальным делом», так как «у восставших нет оружия, в то время как немцы только в районе Праги имеют три танковых дивизии», но не отказался установить связь и сбрасывать оружие. Тем не менее, до 13 сентября 1944 года советская сторона сброса оружия и амуниции не осуществляла. Что-то пошло не так: принцип «за счёт СССР против СССР и ПКНО» не сработал.
Все следующие предложения правительства Миколайчика основывались на игнорированию политической реальности: линии Керзона и ПКНО. Бур-Коморовский в августе и сентябре 1944 г. отдал приказы командующему округа AK и командирам AK не давать себя обманом арестовать. На переговоры не ездить, по возможности приглашать к себе советских командиров. После акции «Буря» небольшие отряды немедленно включать в дивизионные формирования Армии Крайовой, а те, в свою очередь, концентрировать в удобных для обороны (на хорошо укреплённых позициях) районах Варшавы. Красной армии и польских вооружённых сил, сформированных на территории СССР в укреплённые AK районы левобережной Варшавы не пускать до разрешения спорных вопросов. солдатам АК было дано указание, запрещавшее вступать в ряды польских вооружённых сил, сформированных на территории СССР, но приказывалось оставаться в тылу советских войск до разрешения спорных вопросов. В случае попыток разоружения оказывать вооружённое сопротивление. В то же время в Приказе (совершенно секретном), адресованном « лично, в собственные руки командиров», солдатам АК было дано указание, запрещавшее вступать в ряды польских вооружённых сил, сформированных на территории СССР, но приказывалось оставаться в тылу советских войск до разрешения спорных вопросов. В соответствии с указаниями Главного Штаба Армии Крайовой, поступил приказ забаррикадироваться и усиленно подготовить отдельные районы города к недопущению сюда РККА и Людового Войска Польского, до поступления отдельных приказов.
«На случай, оставления немцами Варшавы:
Тотчас взять под контроль указанные районы города, согласно распоряжениям от августа
1944 года (…) подразделениям в состоянии полной боевой готовности оставаться в своих
районах (…). — баррикады и укрепления обеспечивающие контроль над районами не разбирать до полного
прояснения польско-советских отношений (…). Баррикады и укрепления с внешней
стороны контролируемых зон должны быть полностью укомплектованы'''.»
В соответствии с мандатом «избегать, пропуска снаружи на территории контролируемые АК» любых подразделений или органов РККА/СССР, 1-й армии Войска Польского/ ПКНО — даже сапёров или подразделений технической поддержки. Таким образом, Красная армия, освободив Варшаву, должна была либо согласиться с существованием в польской столице враждебного ПКНО и линии Керзона правительства, либо ликвидировать его силой оружия, взяв на себя всю ответственность за эту акцию. Уже после войны в своём интервью 3 мая 1965 года Бур-Коморовский признался историкам: «Занятие Варшавы перед приходом русских вынудило бы Россию решать: либо нас признать, либо силой уничтожить на виду всего мира, что могло вызвать протест Запада». Части АК в Варшаве, согласно плану руководства Армии Крайовой, в случае попыток разоружения должны были оказывать вооружённое сопротивление частям Красной армии. Британцы перед восстанием ясно и недвусмысленно исключили прибытие в Польшу спецназа,1-й польской отдельной парашютной бригады и дивизионов ВВС, о чём и эмиграционное правительство, и военачальники были проинформированы. Но, по планам командующих АК, поставленные перед лицом свершившегося факта, Британцы должны были уступить. В результате, с течением времени восставшие столкнулись со все более обостряющимся дефицитом оружия, боеприпасов, медикаментов, воды и продовольствия.13 августа представитель Британской военной миссии в Москве известил советское командование о невозможности удовлетворить просьбу AK направить под Варшаву польские парашютные части из Италии и Великобритании, поскольку это «нарушило бы выполнение других задач», и «потери при таком большом расстоянии были бы несомненно очень велики». Советский маршал польского происхождения (выходец из Варшавы, где на момент восстания проживала его сестра. К. Рокоссовский в интервью корреспонденту английской газеты «Санди таймс» и радиокомпании «Би-би-си» в СССР в годы войны Александру Верту, 26 августа 1944 года в Люблине, называя восстание грубой ошибкой, начатой без согласования с руководством Красной Армии, утверждал:

Бур-Коморовский вместе со своими приспешниками ввалился сюда, как рыжий в цирке — как тот клоун, что появляется на арене в самый неподходящий момент и оказывается завернутым в ковёр... Если бы здесь речь шла всего-навсего о клоунаде, это не имело бы никакого значения, но речь идёт о политической авантюре, и авантюра эта будет стоить Польше сотни тысяч жизней. Это ужасающая трагедия, и сейчас всю вину за неё пытаются переложить на нас. Мне больно думать о тысячах и тысячах людей, погибших в нашей борьбе за освобождение Польши. Неужели же вы считаете, что мы не взяли бы Варшаву, если бы были в состоянии это сделать? Сама мысль о том, будто мы в некотором смысле боимся Армии Крайовой, нелепа до идиотизма.
— Кардашов В. И. «Рокоссовский»
Командиры АК в августе, сентябре и октябре 1944 г. препятствовали вступлению поляков в армию генерала Михала Жимерского, призывали их бойкотировать все мероприятия ПКНО, засылали своих людей в армию с целью подорвать её боеспособность. «Информационный бюллетень» Армии Крайовой от 12 августа 1944 года давал членам АК следующее разъяснение по вопросу об отношении к 1-й польской армии: «это не польское войско, а отряды наёмников польского происхождения на советской службе». 12 августа ТАСС опубликовало заявление, которое выразило официальное отношение правительства СССР к организаторам восстания: «В последние дни в зарубежной печати появились сообщения со ссылкой на газеты и радио польского эмигрантского правительства о восстании и боях в Варшаве, начавшихся 1 августа по приказу польских эмигрантов в Лондоне и продолжающихся до сих пор. Газеты и радио польского эмигрантского правительства в Лондоне упоминают при этом, что повстанцы в Варшаве якобы были в контакте с советским командованием, но оно не пришло к ним с необходимой помощью. ТАСС уполномочен заявить, что эти утверждения и упоминания зарубежной печати являются либо результатом недоразумения либо проявлением клеветы на советское командование. Агентству ТАСС известно, что со стороны польских лондонских кругов, ответственных за события в Варшаве, не было предпринято ни одной попытки, чтобы своевременно предупредить и согласовать с советским военным командованием какие-либо выступления в Варшаве. Ввиду этого ответственность за события в Варшаве падает исключительно на польские эмигрантские круги в Лондоне».
Восстание получило поддержку со стороны западных союзников — с 4 по 14 августа 1944 RAF было сброшено оружие для 2 тыс. человек, потеряно 14 самолётов и 13 экипажей. Принцип «за счёт СССР против СССР» не сработал. Поскольку И. В. Сталин не разрешил посадку самолётов союзников на советских аэродромах, вылеты производились с аэродромов на юге Италии и в Великобритании. 5 сентября Рузвельт, отвечая на настойчивость Черчилля, который предложил авиации ВВС США попробовать зайти на посадку на аэродром под Полтавой без согласования с советским командованием, официально сообщил Черчиллю, что, по данным США, повстанцев в Варшаве уже нет.
10 сентября советские войска в районе Праги вновь перешли в наступление и 14 сентября овладели Прагой — предместьем Варшавы на восточном берегу Вислы. Непосредственно после завершения боёв в районе Праги, части 1-й армии Войска Польского при поддержке со стороны советских войск предприняли попытку переправиться на западный берег Вислы с целью оказать помощь восставшим. Десантная операция продолжалась с 15 по 23 сентября, потери Войска Польского составили 3764 солдат и офицеров, в том числе 1987 чел. убитыми на западном берегу Вислы.
9 сентября СССР согласился предоставить воздушный коридор, и 18 сентября 1944 года был проведён самый массированный выброс военных грузов. В этот день было сброшено 1284 контейнера (из них повстанцам попало примерно 100 контейнера). Командование Армии Крайовой направило в Лондон сфабрикованные данные — «подобрано» АК 228 контейнера. В дальнейшем, вылеты в Варшаву с целью снабжения восставших западными союзниками не осуществлялись. Также, с 13 сентября начались сбросы вооружения и военных грузов советской авиацией, которые продолжались по 30 сентября.
30 сентября 1944 года, когда уже стало ясно, что у Варшавского восстания не осталось никаких шансов на победу, под давлением Великобритании был отстранён от должности главнокомандующий генерал Казимеж Соснковский: Президент Республики Польша в изгнании Владислав Рачкевич назначил генерала Тадеуша Бур-Коморовского — командующего Армией Крайовой — Главнокомандующим Польских Вооружённых сил. 2 октября 1944 Бур-Коморовский подписал капитуляцию; сдавшимся участникам восстания из AK был гарантирован статус военнопленных. На участников восстания Армии Людовой этот статус не распространялся, соответственно, они считались «бандитами». За 63 дня восстания погибли 10 тыс. повстанцев, 17 тыс. попали в плен, 7 тыс. пропали без вести. Кроме того, погибло около 150 тысяч гражданского населения, большая часть города была разрушена (позже специальные немецкие бригады уничтожали уцелевшие здания), около 520 тысяч жителей были изгнаны из города. 87 000 человек направили на принудительные работы в Германию, а 68 707 человек — в концентрационные лагеря. Немецкие архивные данные свидетельствуют, что все формирования Третьего Рейха (включая все коллаборационистские формирования) потеряли безвозвратно около 3 000 погибших и умерших от ран, из них многие погибли от советской артиллерии и авиации, а также в бою с отрядами 1-й армии Войска Польского, и около 10 000 раненых, по данным повстанцев немецкие войска потеряли 300 единиц бронетехники, и 240 автомашин. Обнаруженные немецкие документы признают, что потери (только немцев и казаков) группы фон дём Баха составили 9044 солдат, в том числе 1570 убитых (рапорт фон дём Баха от 5 октября 1944 г.). Исследователи, с учётом потерь варшавского гарнизона в первые дни Восстания, а также отдельных лиц и отрядов, которые пробивались через повстанческие кварталы, c коллаборационистами (неказаками) и с учётом умерших от ран — после проверки немецких документов округляют эти числа до около 3000 погибших и около 10 000 раненых. В докладах повстанческих частей часто давалась информация об уничтоженных немецких броневиках. Если все эти доклады рассматривать как надёжные, оказалось бы, что немецкие войска СС и Панцерваффе потеряли во время восстания в Варшаве более 300 боевых машин, то есть несколько немецких танковых дивизий августа 1944. Немецкие архивные данные свидетельствуют, что воинские формирования потеряли безвозвратно 1 танк T-V и 2 САУ Hetzer, полицейские подразделения и коллаборационистские воинские формирования потеряли безвозвратно несколько танков. Все формирования Третьего Рейха потеряли безвозвратно несколько танков и несколько САУ. Почти все повреждённые танки и САУ эвакуировали и ремонтировали (некоторые танки и САУ ремонтировали несколько раз). В ходе Акции «Буря» отрядами польского военного подполья AK было мобилизовано примерно 100 тысяч человек.
Восстание не достигло ни военных, ни политических целей, но стало для поляков символом мужества и решительности в борьбе за независимость. Для эмигрантского правительства и АК Варшавское восстание стало не только военным поражением, но и огромной политической катастрофой. Попытка эмигрантского правительства и руководства АК совместить борьбу варшавских повстанцев против гитлеровских оккупантов с противостоянием СССР и демонстрацией Москве силы к сопротивлению была нереальной, многих поляков возмутила бессмысленность данных действий. Собственного внутреннего накопленного разрушительного потенциала хватило для фактической ликвидации левобережной Варшавы. Руководители АК решив пошантажировать Сталина, Рузвельта и Черчилля  варшавским вопросом , ошибочно выбрали субъекты для шантажа. Правительство Польши в изгнании наглядно показало обществу своё бессилие, для поляков ужасный крах восстания стал большим шоком. Оказавшись в положении политического банкротства, инициаторы и руководство восстания, стремясь снять с себя ответственность за сокрушительное поражение, обвинили во всем «Советы». После разгрома восстания его организаторы, в попытках как-то оправдаться перед своим народом, выдвинули против советской стороны серьёзное обвинение в том, что она якобы сознательно прекратила наступление на Варшаву из-за Варшавского восстания и тем самым дала возможность германским войскам расправиться с восставшими, и поэтому на её совести лежит смерть многих тысяч варшавян и разрушена столица Польши. Трактовать Варшавское восстание и его трагические последствия можно в различных аспектах: и как героическую страницу в борьбе поляков за свою свободу и независимость, и как разменную монету в политических играх руководителей АК и лидеров эмигрантского польского правительства.

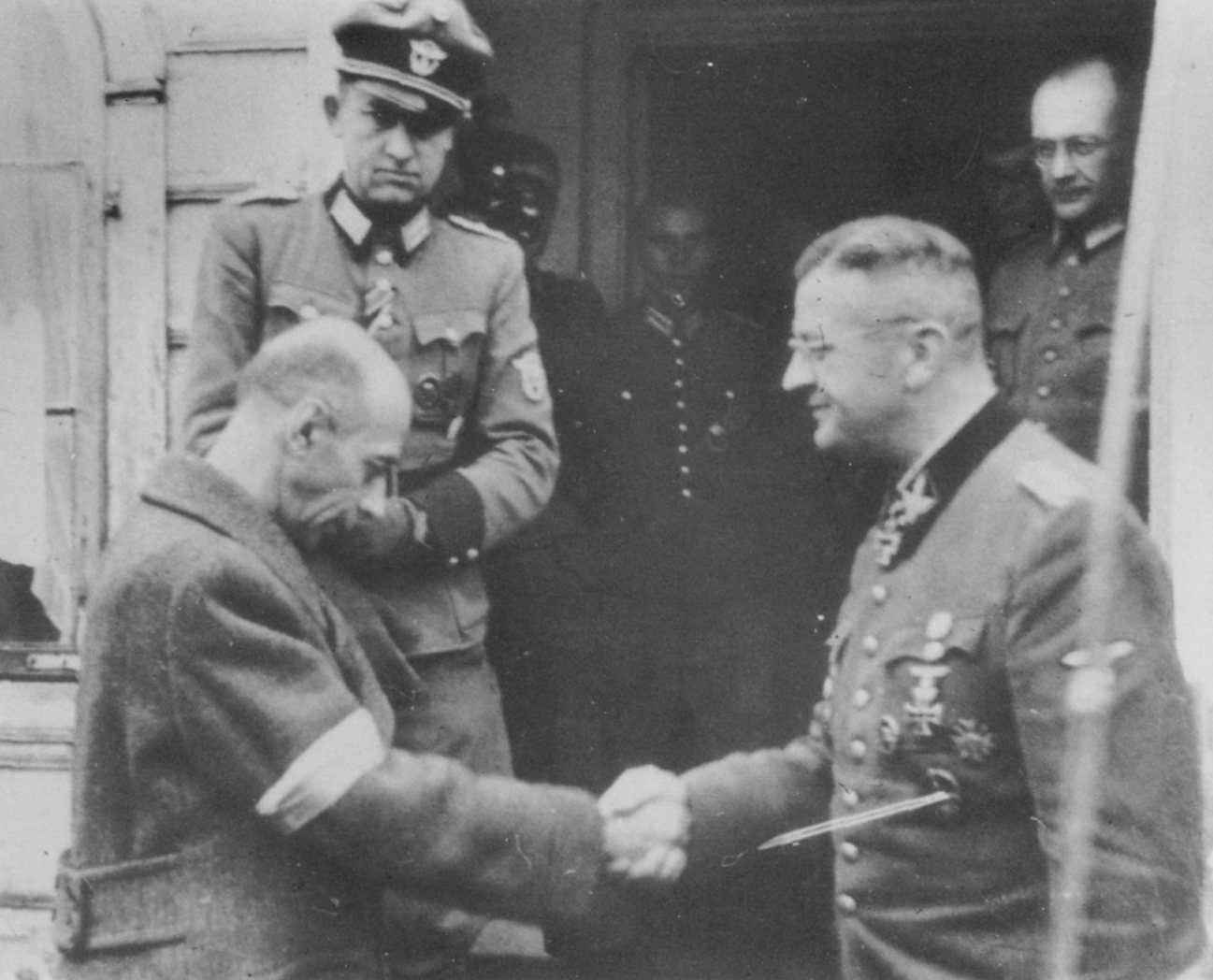
Бур-Коморовский и фон дем Бах.

## Конец существования АК
В результате поражения Варшавского восстания и в других операциях 1939—1945 общие безвозвратные потери СВБ-АК якобы составили до 100 тыс. человек. Около 50 тыс. оказалось в плену и в заключении. AK не достигло ни военных, ни политических целей. События 1944 г., когда были разоружены и интернированы в СССР тысячи солдат и офицеров АК, не подчинявшихся приказам советского командования, свидетельствовали о бесперспективности расчётов на легализацию АК. После поражения Варшавского восстания и провала попыток демонстрацией силы принудить советскую сторону признать польскую принадлежность восточных окраин, а «лондонское» правительство — единственной законной властью Польши, военно-политическое подполье лондонского правительства Польши находилось в состоянии организационного кризиса, численность АК начала существенно сокращаться. Присутствие на освобожденной части территории Польши , действующей советской армии численностью в 2,5–3 млн человек, многих десятков ее военных комендатур, внутренних войск НКВД по охране тыла, органов безопасности и частей Войска Польского крайне затрудняло деятельность «подпольного государства» и отрядов АК.  Многие члены AK с охотой шли служить в организацию, борющуюся с нацистами, их союзниками и коллаборационистами, но не были готовы и не имели желания служить в проигрывающей организации, воюющей против СССР, временного правительства и их других союзников. Некоторые из участников АК отказались от продолжения подпольной деятельности. Руководство подполья AK понимало невозможность партизанской деятельности, направленной против ПКНО и советских войск — как из-за предельной усталости населения от войны и понесённых в предшествующие годы огромных людских потерь, настроения низов AK так и из-за репрессий со стороны НКВД и польских органов государственной безопасности.
Из донесения генерала Окулицкого генералу Копаньскому:
14 января 1945 г.
[…] 3) Указания на места о поведении в отношении Советов и люблинского временного правительства даём сегодня. Учитывая настроения низов, мне представляется, что мы должны быть исключительно осторожными в формулировании указаний о бойкоте постановлений люблинского временного правительства.
4) Я сам с сильно сокращённым штабом перехожу на подпольное положение, развивая конспиративную организацию «Не»
5) Радиосвязь должны реорганизовать на принципе большей осторожности, но она будет действовать непрерывно.

Термит"
19 января 1945 г. последний командующий АК Леопольд Окулицкий, находившийся в освобождённой накануне советскими войсками Ченстохове, издал приказ о роспуске АК, что было сделано во многом под давлением Британии. Последний номер подпольного издания «Информационный бюллетень», где публиковался этот приказ генерала Окулицкого вышел 19 января 1945 года в Кракове, однако на практике, расформирование подпольных групп  и партизанских отрядов АК заняло некоторое время.
Эта дата знаменует закат AK, хотя отдельные подпольные ячейки, отряды и организации «Армии Крайовой» ещё некоторое время действовали, а отдельные организаций «аковцев» продолжали действовать автономно. Ряд командиров и солдат АК приняли этот приказ генерала Окулицкого как разрешение на начало самостоятельных боевых действий против СССР и временного правительства. Вследствие расформирования AK пополнило ряды Гражданской милиции и Народного войска польского, а также местной администрации несколько десятков тысяч бойцов AK, большая часть «аковцев» самораспустилась, но часть создала антисоветское, антикоммунистическое и антисоциалистическое подполье, и продолжила борьбу теперь уже против солдат и офицеров Красной армии, НКВД и новой, просоветской польской власти, рассчитывая на помощь западных союзников. Ряд округов АК, например, Люблинский и Белостокский, где сосредоточение подпольных отрядов и групп постаковского подполья было наиболее плотным, фактически не выполнили приказа о роспуске AK и превратились в новые конспиративные вооружённые организации.
19 января 45-го года, из тайного приказа генерала Окулицкого командирам АК:

1. Развивающееся советское наступление в скором времени может привести к занятию Красной Армией всей территории Польши, что в действительности означает смену немецкой оккупации советской.

2. Навязанная в 1939 году Польше война не закончится победой Советов. Для нас она закончится только тогда, когда мы достигнем своей цели...

3. В изменившихся условиях новой оккупации мы должны направить свою деятельность на восстановление независимости и защиту населения.

4. Армия Крайова распущена. Командиры не легализуются. Солдат освободить от присяги, выплатить двухмесячное содержание и законспирировать. Оружие спрятать.
 Тезис о грядущей «советской оккупации» родился ещё в годы войны в кругах эмиграции в Лондоне, поддерживался руководством военно-политического подполья, подчинявшегося лондонскому правительству. Такой интерпретацией итогов войны для Польши и поляков элита военного времени камуфлировала действительное поражение собственного политического курса — полный крах политики польского эмигрантского правительства и руководства его подпольных структур. Они не рекомендовали продолжать вооружённое сопротивление, обречённое в дальней перспективе на проигрыш, предлагая, организацию глубоко законспирированных структур (что пробовали, например, делать в рамках немногочисленной организации «Не» (кадровая организация, целью которой было продолжение борьбы за независимость Польши после вступления в страну польской и Красной армий). Для этого руководство переходило в глубокое подполье, а рядовые участники легализовывались. Окулицкий приказал сохранить на нелегальном положении сильно сокращённые конспиративные штабы AK, спрятать в надёжных местах оружие и боеприпасы, тщательно законспирировать местонахождение радиопередатчиков. И всё же постаковские структуры продолжали действовать. Часть подразделений и округов АК, зная о репрессиях НКВД и новых польских служб безопасности, отказались сложить оружие и превратились в новые конспиративные вооружённые организации и отряды антикоммунистического антисоветского и антисоциалистического подполья, которые начали партизанские действия против правительства и его сторонников. По существу, действия постаковского подполья и Делегатуры правительства в изгнании в тылах советских и польских войск в новых условиях приобрели явно антисоветский характер. Взамен АК была создана новая подпольная военно-политическая организация — «Неподлеглость» — «Не», перед которой ставилась задача продолжать конспиративную борьбу против Временного правительства и СССР, как «новых оккупантов». Леопольд Окулицкий возглавил новую подпольную военно-политическую организацию «Неподлеглость». Официальное решение о её создании польским правительством в изгнании было принято 14 ноября 1944 года. В задачи новой структуры входило:
- создание подпольных групп для уничтожения политических противников в стране;
- ведение разведки в тылах советской армии;
- ведение пропаганды.

Разветвлённая сеть нелегальных радиостанций, работающих в советском тылу, систематически передавала лондонским полякам шифрованные информации. Вот типичный образец такой радиограммы за № 621-2, посланной из Кракова лондонскому главному командованию, перехваченной и расшифрованной советской военной разведкой:
" Во второй половине марта в западном направлении проходило в среднем 20 эшелонов в день с войсками и амуницией (артиллерия, американские танки и пехота, в том числе одна треть — женщины)… В Кракове расклеено распоряжение о срочном призыве в армию 1895—1925 гг. рождения. В Кракове состоялся, при участии генерала Жимерского, выпуск 800 офицеров, привезённых с востока..
В феврале 1945 года на заседании нелегального «совета министров» в Польше Окулицкий внёс предложение образовать для руководства созданной им из основных кадров Армии Крайовой подпольной военно-политической организации «Не» — «политический центр» из представителей партий «Стронництво Людове», «Стронництво Народове», ППС и «Союза демократов». «Совет министров» одобрил предложение Окулицкого и поручил Янковскому вступить в переговоры по этому вопросу с представителями указанных партий. Штабам постаковского подполья дано указание сохранить действующие радиопередатчики, оружие и боеприпасы.
Однако развернуть деятельность новой организации сколько-нибудь широко не удалось. Руководящие кадры постаковского подполья находились в глубоком кризисе. Польское правительство в изгнании (премьер-министр Томаш Арчишевский), которое никогда не признало решения Тегеранской конференции o линии Керзона не могло по мнению СССР, США и Британии претендовать на власть в стране. Черчилль приказал избавиться от правительства Арцишевского . Недоговороспособность польского эмиграционного правительства, так надоела Рузвельту, что на Ялтинской конференции Президент США Франклин Рузвельт предоставил СССР полное право на подавление всякого вооружённого сопротивления в тылах Красной армии. Протест против решений конференции лидеров СССР, США и Великобритании прошел практически незамеченным и не имел значения даже для западных союзников. Оказалось, что лозунги польских властей в изгнании и подчиненных им структур о «единственном законном польском правительстве» в Лондоне и якобы неизменном существовании границ Второй Речи Посполитой не представляли для держав-победительниц никакого интереса, для многих это стало большим потрясением. Боевики и подпольщики антисоветского подполья в тылу действующей Красной армии были не нужны Антигитлеровской коалиции. Советская сторона приняла заверения лидеров Британии и США, которыми они взяли на себя часть ответственности за подавление польского антисоциалистического, антикоммунистического и антисоветского вооружённого подполья в тылу действующей Красной армии. Проводились широкие политические репрессии с применением пыток. Союзники в Крыму (Ялтинская конференция) осознавали, что «Новое положение создалось в Польше в результате полного освобождения её Красной Армией.Это требует создания Временного Польского Правительства, которое имело бы более широкую базу, чем это было возможно раньше, до недавнего освобождения западной части Польши. Действующее ныне в Польше Временное Правительство должно быть поэтому реорганизовано на более широкой демократической базе с включением демократических деятелей из самой Польши и поляков из-за границы. Это новое Правительство должно затем называться Польским Временным Правительством Национального Единства» 
Польское эмиграционное правительство проиграло ожесточённую борьбу с фактами, все их усилия потерпели фиаско. Это означало политическое банкротство польского эмигрантского правительства и его подпольных структур в Польше. Это был полный провал политики эмигрантского правительства и его военно-политического подполья. В Крыму большая тройка победителей перестраивала мир по новым лекалам. Правительство Польши в изгнании объявило, что решения Ялтинской конференции лидеров СССР, США и Британии это «новый раздел Польши» и что решения Ялтинской конференции не распространяются на польскую нацию. Политические умозаключения главнокомандующих польскими силами на Западе, руководства Армии Крайовой и большинства политиков польского эмигрантского правительства относительно текущей военной ситуации и отношений между членами «Великого Альянса» Антигитлеровской коалиции основывались на фантазиях и иллюзиях, они игнорировали геополитическое влияние СССР и в конечном итоге потерпели грандиозное поражение. В результате активной чекистской деятельности «Не» полностью прекратила своё существование уже весной 1945 года, когда почти все активные члены её руководства были арестованы. 22 марта 1945 г. генерал Окулицкий в директиве полковнику «Славбору», командующему западным обшаром «Не»:
« В случае победы СССР над Германией это будет угрожать не только интересам Британии в Европе, но и вся Европа будет в страхе… Считаясь со своими интересами в Европе, британцы должны будут приступить к мобилизации сил Европы против СССР. Ясно, что мы станем в первых рядах этого европейского антисоветского блока; и также нельзя представить этот блок без участия в нём Германии, которая будет контролироваться британцами (…). Мы будем включены в антисоветский европейский блок, организованный британцами, а тем временем мы должны полностью использовать их материальную помощь.» В марте 1945 года руководящие кадры постаковского антикоммунистического подполья военно-политического в тылу действующей Красной армии- представители эмигрантского польского правительства, находившиеся в Польше, большинство делегатов Совета Национального единства (временного подпольного парламента) и руководители АК-Не были приглашены «генералом Красной Армии Ивановом» (начальником охраны тыла 1-го Белорусского фронта генералом НКГБ И. А. Серовым) на конференцию «с Маршалом Жуковым» по поводу возможного вхождения руководители антикоммунистического подполья военно-политического в новое правительство. Все предложения основывались на игнорированию политической реальности: они хотели получить 80 % портфелей в новым правительстве (не признавали Временного правительства Польской Республики). Эти заявления свидетельствовали о том, что руководящие кадры постаковского антикоммунистического подполья по-прежнему не осознавали сложившуюся в мире геополитическую реальность. Требовали рейс в Лондон . Руководителям антикоммунистического подполья были даны гарантии безопасности и рейса в Лондон, однако 27 марта их арестовали в Прушкуве и рейсом доставили в Москву. Арест лидеров фактически обезглавил военно-политическое антикоммунистическое подполье.
Л. Окулицкого, Я. Янковского, С. Ясюковича и А. Беня обвинили в том, что они «были организаторами и руководителями польской подпольной организации „Не“, в тылах Красной армии на территории западных областей Украины и Белоруссии, в Литве и Польше и действовали по инструкциям так называемого эмигрантского правительства, руководили подрывной работой против Красной армии и СССР, выполняли терористические акты против офицеров и солдат Красной армии, организовывали диверсионные операции с помощью вооружённого подполья, проводили враждебную пропаганду против СССР и Красной армии, а обвиняемый Окулицкий, кроме того, проводил разведывательно-диверсионную работу в тылу Красной армии». В отношении остальных 12 обвиняемых было сказано, что «принимали участие в работе польских подпольных организаций на территории Польши, и не выполняли указания советского командования о сдаче радиопередатчиков, типографий, вооружения и боеприпасов». На судебном процессе прокурор сообщил, что «в результате террористической деятельности АК-Не в период с 28 июля по 31 декабря 1944 года было убито 277, и тяжело ранено 94, а в период с 1 января по 30 мая 1945 года убито 314 и тяжело ранено 125 солдат и офицеров Красной армии».
21 июня 1945 г. 13 человек были приговорены Военной коллегией Верховного суда СССР к срокам заключения от 10 лет (Окулицкий) до 4 месяцев. Стало понятно, что Вашингтон и Лондон не обеспечили гарантии неприкосновенности руководителям антикоммунистического подполья. Деконспирация  организации антисоветского подполья NIE и  связи антисоветского и антикоммунистического подполья с Лондоном обеспокоила британские власти. По данным Главного управления по делам военнопленных и интернированных МВД СССР, всего в Польше было арестовано и интернировано советскими органами 7448 бойцов и офицеров АК и 25 422 гражданских лиц. По данным архивов, в лагеря в Рязанской, Калининской и Новгородской областях поступило 8578 бойцов и офицеров АК. Кроме того, 644 человек содержались в лагере в Молотовской области, 439 человек — в лагере в Свердловской области, 59 человек — в лагере в Красноводске.
Осенью 1945 года был подписан Приказ № 001301, который предусматривал освобождение поляков, «осуждённых и задержанных за маловажные преступления и рядовых участников „Армии Крайовой“».
26 июля 1947 г. было принято постановление Совета Министров СССР № 2641—816сс «Об освобождении и возвращении в Польшу польских граждан, находящихся на территории СССР под стражей». По состоянию на 30 августа 1947 г. на основании этого постановления было освобождено 2762 участников АК и 2487 так называемых «интернированных группы Б». Более 700 офицеров и бойцов АК умерли в советских лагерях.
Многие офицеры из освобождённых были вновь арестованы польскими органами государственной безопасности.
Часть членов  АК в 1944 — 1945 годах вступила в вооружённую борьбу с СССР и коммунистическим режимом, установившимся в Польше. В 90-х годах всех участников польского антисоциалистического, антисоветского и антикоммунистического вооружённого подполья назвали «про́клятыми солдатами».
19 января 1945 г. Армия Крайова была официально распущена. Взамен АК была создана новая подпольная военно-политическая организация — «Не». Вскоре после роспуска Армии Крайовой и ареста руководители «Не», весной 1945 года была создана новая подпольная военная организация: «Делегатура сил збройних» (Делегатура Вооружённых Сил — ДСЗ). Весной 1945 года был зафиксирован ряд вооружённых выступлений в подразделениях Войска Польского. Энтони Иден министр иностранных дел в военном правительство Черчилля 4 мая 1945 г. поспешил по сути откреститься от генерала Окулицкого и военного подполья в тылу действующей Красной Армии. 7 мая 1945 года генерал Владислав Андерс исполняющий обязанности верховного вождя (главнокомандующего польскими силами на Западе) распустил организацию «Не» и официально утвердил вместо неё в тылах Красной армии на базе постаковского подполья организацию «ДСЗ»- Delegatura Sił Zbrojnych na Kraj. Холодная война, по мнению генерала, должна была повлечь за собой глобальный конфликт с применением ОМП против СССР. 7 мая 1945 г. военно-политическое руководство ДСЗ на тайном съезде в Варшаве потребовало аннулировать решения Ялтинской конференции «большой тройки», руководители постаковского подполья обращались к Объединённым Нациям. Власти в изгнании и руководители постаковского подполья раздумывали, как убедить западных союзников начать новую мировую войну за независимость Второй Речи Посполитой..  30 мая 1945 года  Гарри Гопкинс в качестве специального посланника президента США поспешил официально откреститься в Кремле  от арестованного генерала Окулицкого и военного подполья в тылу советских войск, Гопкинс поспешил заверить Сталина  что если в списках людей, которые должны участвовать в коалиционном правительстве, будут фигурировать люди, «известные как агенты нынешнего польского правительства в Лондоне» — они будут вычеркнуты. Боевики в тылах Красной Армии действовали на свой страх и риск.

 Андерс утверждал, что он наверняка знает, что дело дойдет до войны между США и Россией..... 
Весной 1945 г. ситуация и облик вооружённого подполья в Польше претерпели существенные изменения, антигитлеровское направление борьбы было полностью свёрнуто, единственной целью сопротивления стало противостояние СССР и польским коммунистам и социалистам и других сотрудничающих с СССР. Фактически вооружённое подполье лондонского правительства Польши — официального члена Антигитлеровской коалиции — с согласия главнокомандующего польских вооружённых сил на Западе вело необъявленную войну против СССР — одного из лидеров этой коалиции. На самом деле «ДСЗ» активно действовала уже с апреля 1945 года. По планам её комендант должен был быть единственным уполномоченным от эмиграционного правительства руководителем всех сил польского антикоммунистического военного подполья. Комендантом Делегатуры вооружённых сил с момента её рождения стал полковник AK Ян Жепецкий («Ожуг», «Презес»). Политическое руководство «ДСЗ» осуществлял И. о. делегата лондонского правительства Польши в стране- Стефан Корбоньский. Стефан Корбоньский, писал в апреле 1945 г. в центр в Лондоне: «Мы не можем остановить стихийную миграцию людей в леса. Причина: с одной стороны, массовые аресты и мобилизация в армию, с другой, -мистическая вера населения, что переживаемый период временный и вскоре Польша станет понастоященезависимой». Помимо ДСЗ активно действовал ещё ряд вооружённых организаций — NSZ, Гражданская АК (Обывательска армия крайова, AKO/OAK), Национальное войсковое соединение(NZW) и др., которые проводили террористическую деятельность. Подполье делало ставку на вооружённый конфликт между СССР и странами Запада, результатом которого должно было стать восстановление Польши в довоенных границах на Востоке. В ряды «ДСЗ» влились вооружённые организации поменьше: «Не», Гражданская Армия Крайова, Движение Сопротивления Армии Крайовой и т. д. Полного объединения постаковского подполья, однако, так и не произошло. Вследствие сформирования «ДСЗ» подчинилось ДСЗ несколько десятков тысяч «аковцев». Активное участие в боевых действиях «ДСЗ» началось с момента её рождения, проводились диверсии, саботаж, организовывались террористические акты. Участники организаций распространяли слухи о якобы скорой войне СССР с Америкой и другими капиталистическими странами и гибели в этой войне Советского Союза. ДСЗ подчинялась польскому правительству в изгнании и верховному главнокомандующему польских вооружённых сил на Западе. Андерс утвердил «ДСЗ» для того, чтобы вести бой против Временного правительства Польской Республики и СССР, как «нового оккупанта». Перед ДСЗ была поставлена задача организации вооружённого сопротивления, индивидуальный террор, разведка, пропаганда. «ДСЗ» вела разведывательную деятельность в интересах «лондонского» правительства Польши и западных союзников. Новая организация активно использовала кадры «AK», её структуры, финансы, технические средства и каналы связи с Лондоном. Андерс в рамках предполагаемой «неизбежной» Третьей мировой войны с СССР разработал для ДСЗ план, планируя использовать организацию для разведки, диверсий, пропаганды и партизанской деятельности. Весной и летом 1945 г. деятельность польского антикоммунистического военного подполья приобрела наибольший размах, в состав лесных отрядов начали вливаться уклоняющиеся (в основном сельская молодёжь) от мобилизации в Войско Польское и дезертиры. В мае в послевоенной Польше действовало, преимущественно и восточных воеводствах, 240 каких-либо вооружённых отрядов и групп польского антикоммунистического подполья (наиболее большие соединения насчитывали максимально до несколько сот боевиков), в которых в 1945 г. сражалось 13 — 17 тысяч человек, в 1946 году сражалось  7 — 9 тысяч «лесных» . После окончания амнистии 1947 года в лесах оставалось от 1 100 до 1 900 боевиков, в  1947-50 годах через ряды более чем 120 вооружённых отрядов прошло 1100 — 1800 человек., после 1950 года оставалось еще более 40 вооружённых  групп, через которые прошло около 400 человек, многие из них встали на путь бандитизма. Удар вооружённых групп был перенесён на администрацию, активистов, сотрудничавших с польскими коммунистическими властями, национальные меньшинства (особенно украинцев,, евреев,, и белорусов,), лиц, сочувствующих новой власти. По версии публициста крупнейшим боестолкновением того периода считается "Сражение при Лясе Стоцком 24 мая 1945 года, (что не соответствует действительности) произошедшее близ деревни Ляс Стоцкий (гмина Коньсковоля). Соединение ВВ НКВД, Министерства общественной безопасности и милиции по версии пропаганды исторической политики в 680 человек(В действительности — 82 человек)под командованием капитана Генрика Дерешевича вело бой с отрядом антикоммунистических партизан Мариана Бернацяка численностью около 180 человек. Победу одержали партизаны, Дерешевич был убит. Именно одна из самых крупных банд NSZ под командованием капитана Мечислава Паздерського которой подчинилось около сотни «аковцев» совершила самое крупное в послевоенной стране политическое убийство — 6 июня 1945 года в деревне Вешховины были убиты 194 человека.. Ряд повятов весной 1945 года, после отхода в начале 1945 года наступающих на запад соединений Красной Армии и разгрома участков милиции и руководства гмин, были фактически неподконтрольны польской гражданской администрации Временного правительства Польской Республики. 24 мая 1945 г. для борьбы с вооружённым подпольем был создан Корпус внутренней безопасности.C июня 1945 года против формирований подполья подразделения внутренних войск, польских органов государственной безопасности и НКВД действовали с привлечением регулярных частей (дивизий и полков)Войска Польского.. Отряды «лесных» были полны засланной агентуры; осаждённые и отчаявшиеся, они часто дегенерировали и вырождались в грабительские банды. Бесперспективность боёв, утрата многих баз и известных командиров, масштабные аресты, сокращение социальной базы и успешные действия Народного Войска Польского, внутренных войск, Красной Армии, НКВД и органов безопасности, принятый закон об амнистии привели к упадническим настроениям участников организации и нежеланию продолжать небезопасную подпольную жизнь особенно после сформированиа на базе Временного правительства Польской Республики коалиционного временного правительства. В состав правительства вошли некоторые бывшие представители «лондонского правительства» С. Миколайчика включая и Миколайчика (коалиционное правительство - Временное правительство национального единства было сформировано 28 июня 1945 года при участии представителей СССР, США и Великобритании в соответствии с решениями глав этих государств, принятыми на конференции в Ялте в феврале 1945 г.). Большинство портфелей — в том числе все силовые, были в руках левых партий (ПРП и ППС (PPS)). Запад списал эмиграционное правительство со счетов полностью ввиду его полной непригодности для любых переговоров. США по-прежнему добивались вступления СССР в войну с Японией. Ставка на Третью Мировую Войну обанкротилась но не все признали этот факт. Победителем из войны в Европе выходил СССР, что делало ничтожным такой замысел. Стало понятно, что рассуждения о власти эмигрантского правительства носили сугубо теоретический характер. Расчёт на разгром в новой войне Советского Союза оказался ошибкой. Руководство подполья ДСЗ осознавало необходимость сменить методы и организационные формы противостояния политике советизации Польши. 3 деятелями подполья из кругов «Демократического клуба» составлен в июле 1945 г. меморандум для полковника Яна Жепецкого.
Заключительные выводы этого меморандума звучали следующим образом:
1) отмежеваться от лондонского правительства Польши и признать его банкротство;
2) констатировать в форме приказа, что в нынешней обстановке вооружённая борьба без всякой пользы ослабляет народ;
3) а также констатировать, что отряды, остающиеся, несмотря на приказы, в лесу, либо деморализованы войной (и стали бандитскими), либо имеют свои собственные цели, общественные либо политическе, которые не имеют ничего общего с АК;
4) призвать к «труду на всех участках и направлениях во имя идеалов свободы и независимости».
Такое решение, писали далее авторы, «должно быть принято в момент, наиболее подходящий для этого, то есть после предварительного согласования с правительством (…) Миколайчика».
Комендант Делегатуры вооружённых сил полковник Ян Жепецкий стал сторонником прекращения безнадежной  вооружённой борьбы особенно после того, как 5 июля 1945 года коалиционное правительство Польши было признано США и Великобританией. Идея бойкота результатов Второй мировой войны провалилась. Политическое банкротство польского эмигрантского правительства (уникальный факт в Антигитлеровской коалиции) для многих поляков стало большим шоком. Делегатура вооружённых сил прекратила своё существование 6 августа 1945 года- в тот день с согласия главнокомандующего польских вооружённых сил на Западе генерала Бур-Коморовского был подписан приказ полковника «Ожуга» о её самороспуске. 14 августа полковник Ян Жепецкий издал официальный приказ о роспуске AK. Но на практике полевые командиры часто не подчинялись указаниям руководящих органов организации. В связи с объявлением амнистии, некоторые участники AK и антикоммунистического подполья выходили из подполья, часть самораспустилась. С августа 1945 г. началось последовательное сокращение внутренних войск НКВД в Польше, к 1 марта 1947 года войска НКВД покинули Польшу. Летом и осенью 1945 года некоторые вооружённые отряды и члены организации подчинились призыву полковника Яна Мазуркевича (подпольная кличка — Радослав) выйти из подполья, подполье продолжало слабеть. Однако, несмотря на то, что летом и осенью 1945 г. в руководстве постаковского подполья возобладала переориентация с военных на политические методы борьбы, в некоторых регионах страны деятельность партизанских отрядов продолжалась, тем более, что не все политические и вооруженные подпольные структуры подчинялись вышеназванному руководящему центру. При этом основной руководящий актив распущенной ДСЗ не только не легализовался, но ещё и усилил конспирацию.
Часть бойцов распущенной AK продолжала борьбу с коммунистами в сентябре 1945—1952 годах в подпольной гражданско-военной организации «Свобода и Независимость» -(WiN), отдельные организаций и отряды «аковцев» продолжали действовать автономно. По советским данным, на территории Польши за январь и февраль 1946 года «аковцами» убито 98 и ранено 22 советских военнослужащих, имели место нападения с убийствами и в последующие месяцы.
«Либерум вето» польского антикоммунистического вооружённого подполья оказалось неудачным, границы Польши, определенные «Большой тройкой», оказались неизменными, правительство в изгнании так и не вернулось в страну. Подпольщики и та часть польского населения, которая поддерживала антикоммунистическое подполье, ожидали скорого прибытия армии Андерса, однако генерал Андерс не появился, в  мае 1946 года министр иностранных дел Великобритании Эрнст Бевин издал приказ о роспуске польских подразделений британской армии. Война антисоветского и антикоммунистического вооружённого подполья закончилась поражением, антикоммунистическое вооружённое подполье было сломлено и разбито вследствие чего прекратило своё существование. Так как «ДСЗ» и «ВиН» были «преемниками» АК, и некоторые структуры подполья продолжали использовать название AK, то в большинстве документов НКВД того времени они обозначались как АК  . Эти организации, образованные с использованием части структур, технических средств и кадров АК, историки охарактеризовали как постаковские.

## Командиры
- 14 февраля 1942 — 30 июня 1943: генерал дивизии Стефан Ровецкий «Грот»,
- 30 июня 1943 — 2 октября 1944: генерал дивизии Тадеуш Бур-Коморовский «Бур»,
- 3 октября 1944 — 19 января 1945: генерал бригады Леопольд Окулицкий «Медвежонок».

## Интересные факты
- Комендантом AK в концлагере Освенцим в 1944 стал подпоручик Юзеф Циранкевич (пол. Józef Cyrankiewicz «Рот»; — польский политический деятель. Премьер-министр ПНР в 1947—1952 и 1954—1970. Председатель Государственного совета ПНР в 1970—1972.
- Во время Варшавского восстания капелланом Группы АК «Кампинос» стал Стефан Вышинский «Radwan II». Польский кардинал, архиепископ—митрополит Варшавско-Гнезненский, примас Польши (Его называли Примасом Тысячелетия) с 12 ноября 1948 по 28 мая 1981.

## Фотографии

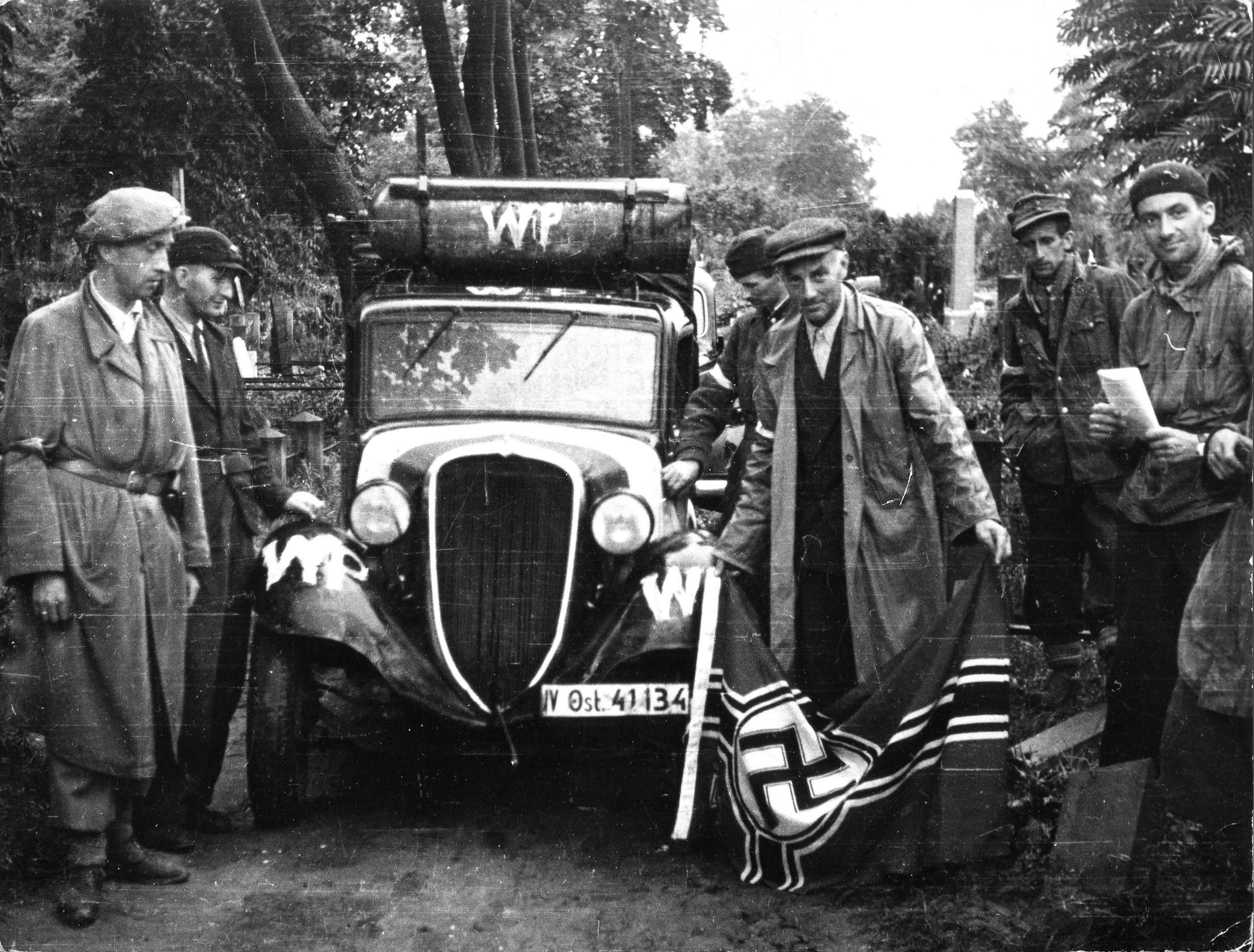
Батальон «Pięść». Первые дни Варшавского восстания. 1 августа 1944 года.
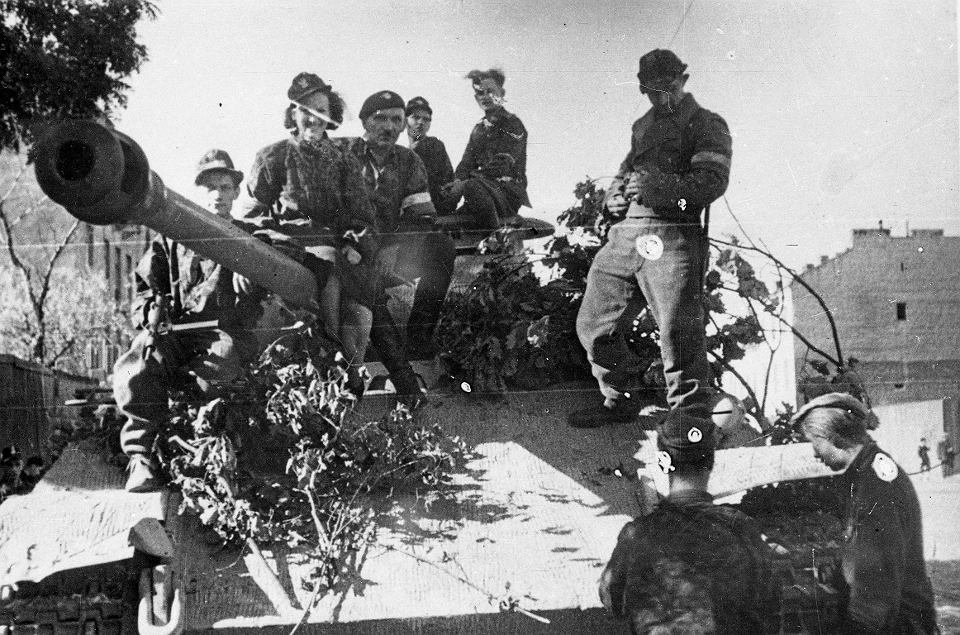
Солдаты батальона «Zośka» на трофейной «Пантере». 2 августа 1944 года
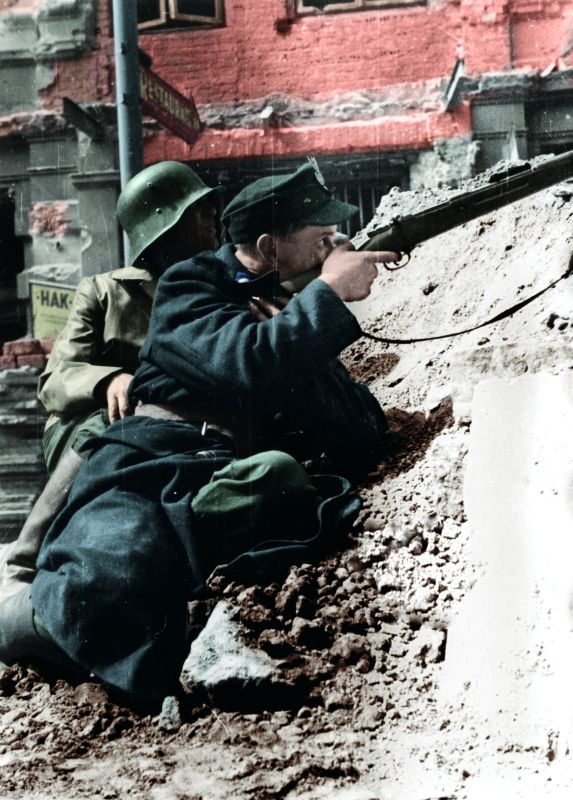
Солдаты батальона «Kiliński» на баррикадах. 20 августа 1944 года.
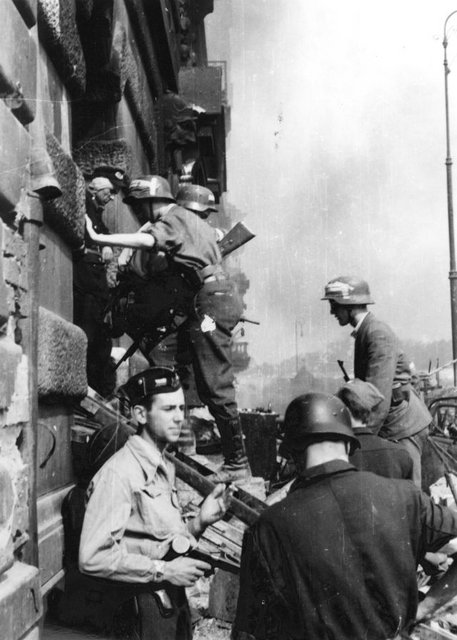
Штурм здания бойцами батальона «Kiliński». 20 августа 1944 года.
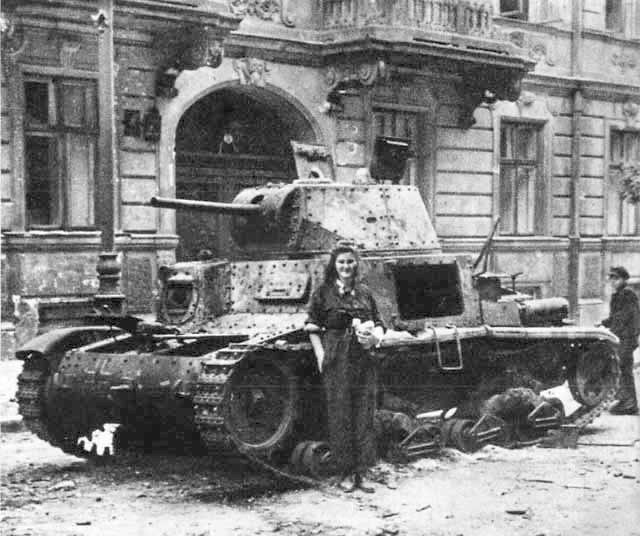
Девушка из батальона «Ruczaj» позирует на фоне разбитого итальянского танка Pz.Kpfw 736(i). 22 августа 1944 года.
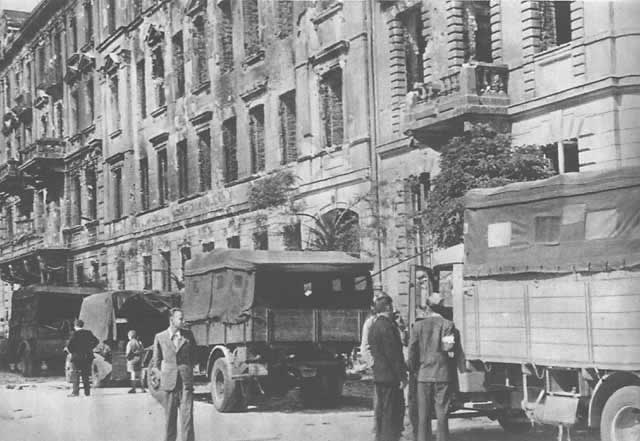
Немецкие автомобили, захваченные солдатами батальона «Ruczaj». 23 августа 1944 года.
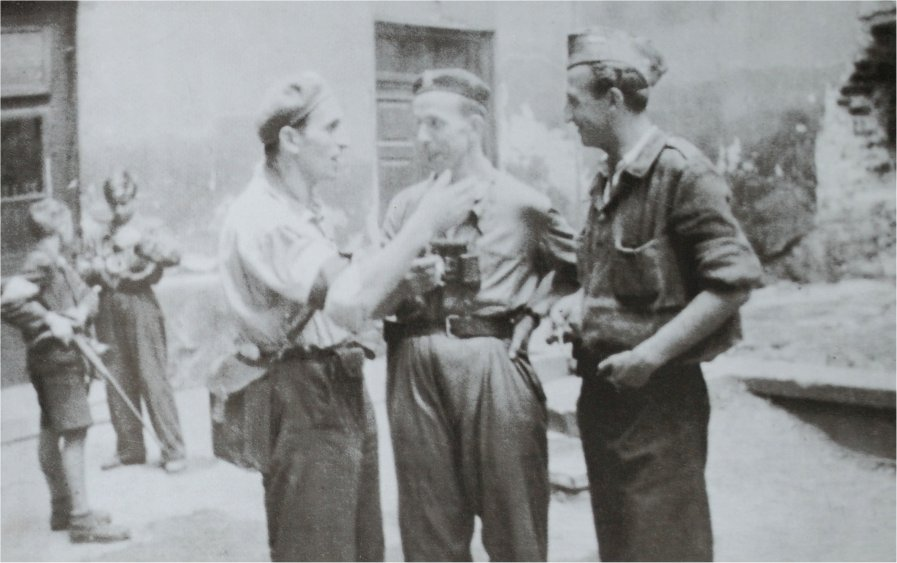
Офицеры батальона «Sokół» и военный фотограф Иоахим Яхимчук (слева). 27 августа 1944 года.
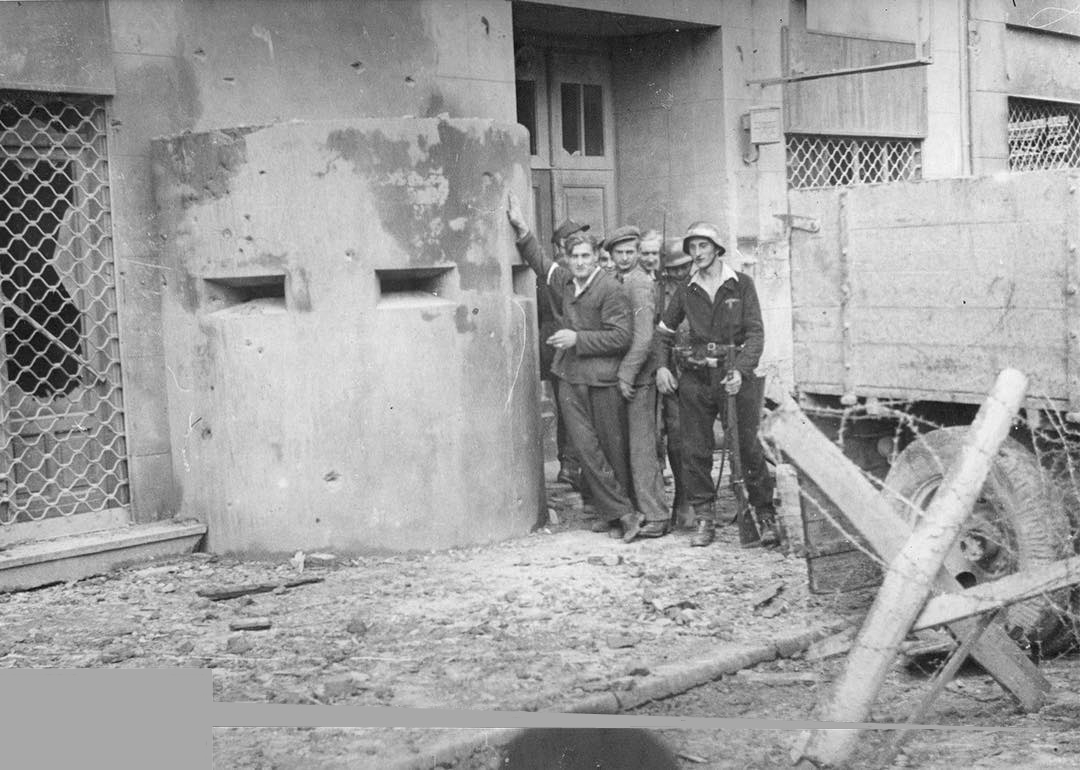
Повстанцы из батальона «Chrobry I». Август 1944 года
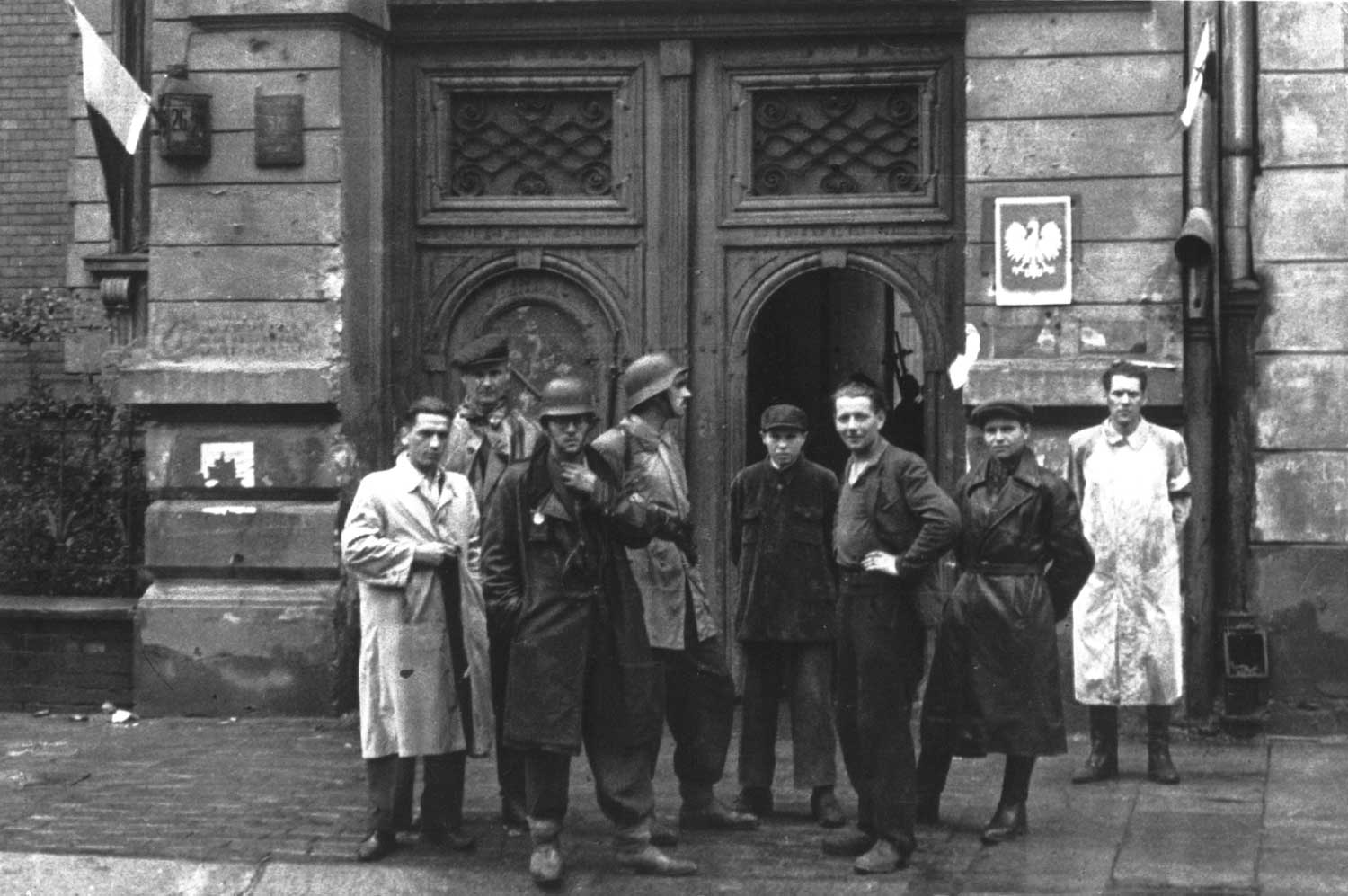
Солдаты Вацлава Гжибовски из группировки «Chrobry II». Август 1944 года.
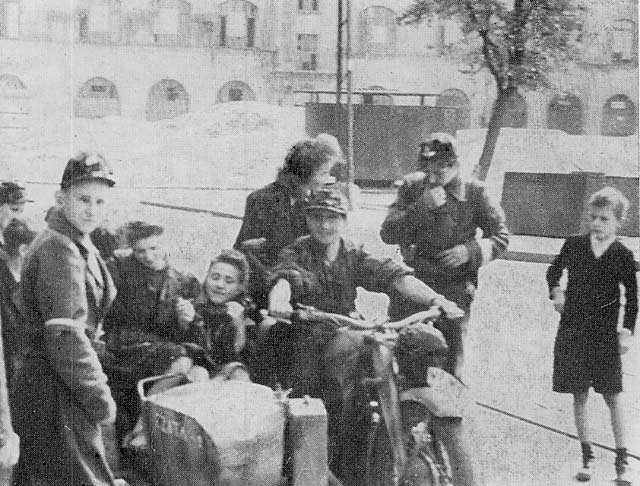
Солдаты батальона «Czata 49». Август 1944 года.
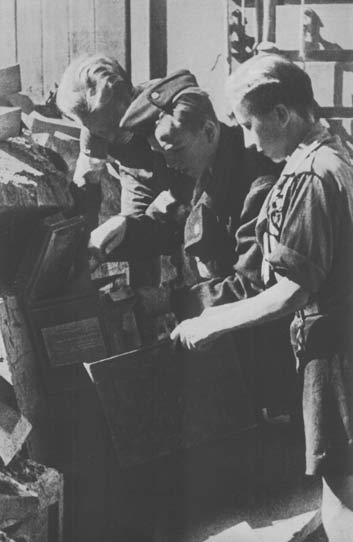
Скауты «Harcerska Poczta Polowa» — службы полевой почты. Август 1944 года.
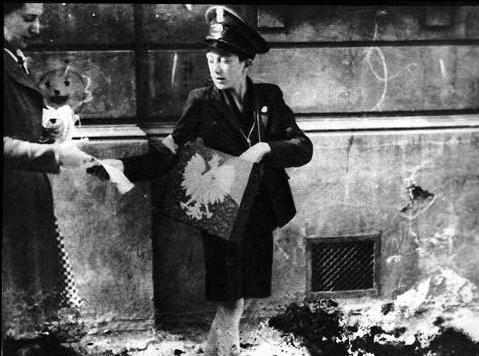
«Harcerska Poczta Polowa». Август 1944 года.
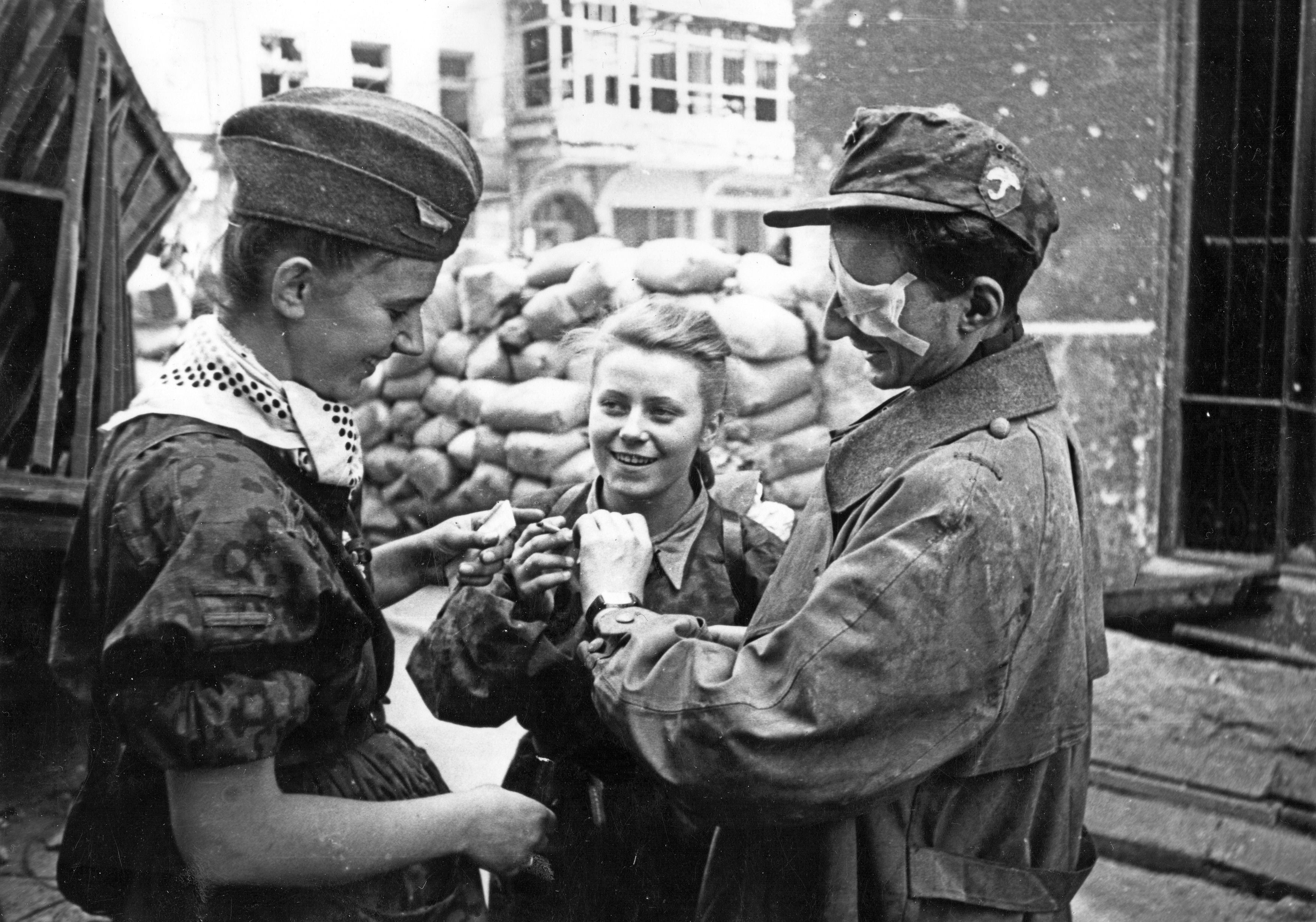
Медсёстры и раненый повстанец из батальона «Parasol». 1 сентября 1944 года.
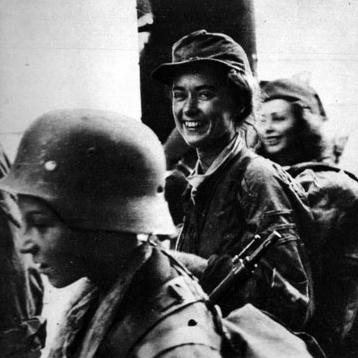
Солдаты-харцеры батальона «Miotła». 2 сентября 1944 года.
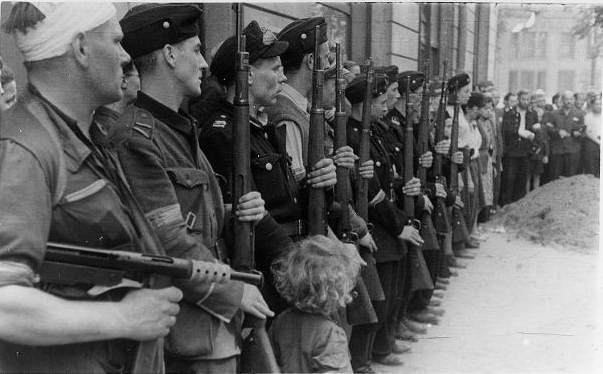
Почётный взвод батальона «Kiliński». Сентябрь 1944 года.
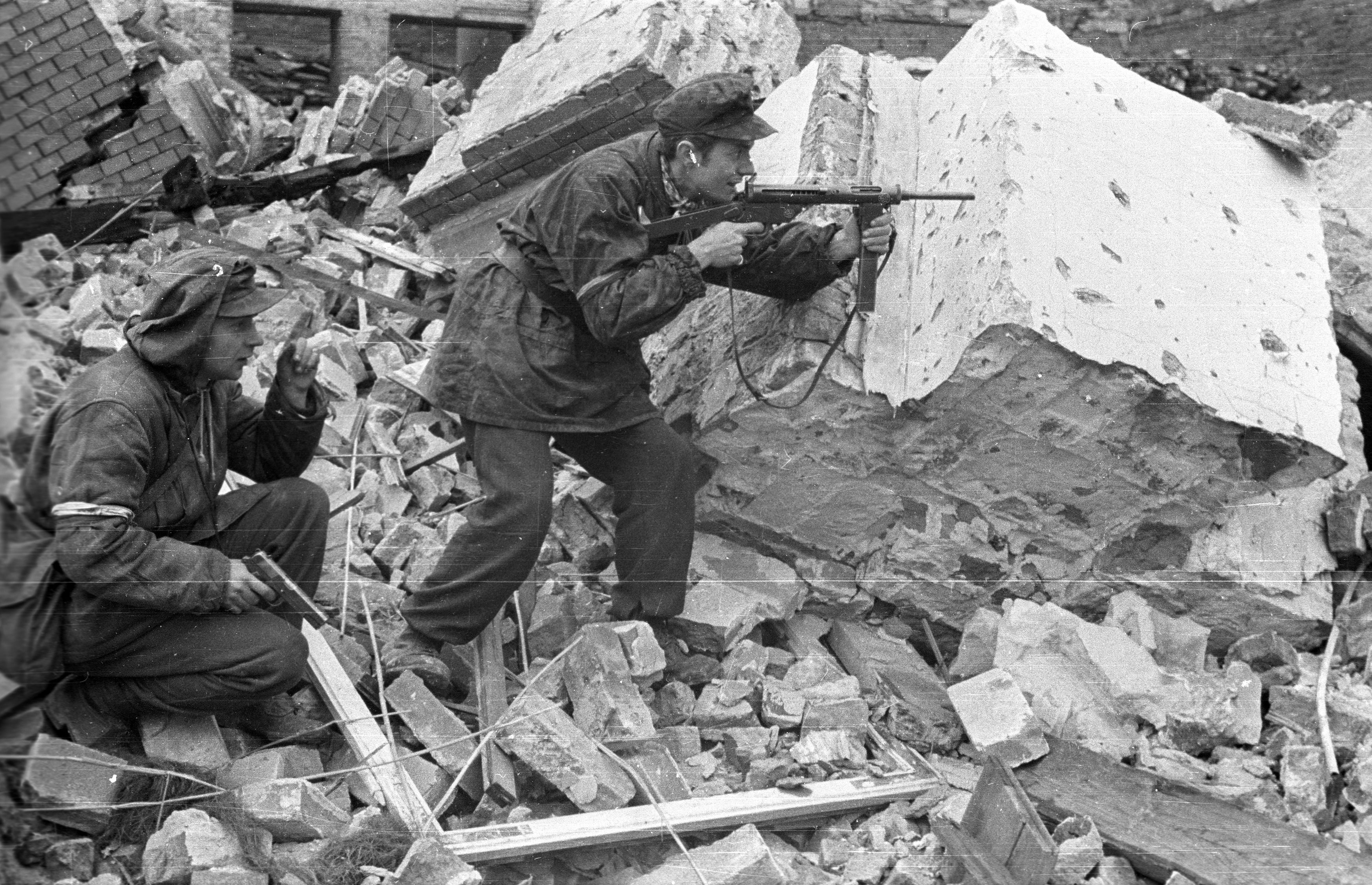
Бойцы батальона «Gustaw». Октябрь 1944 года.
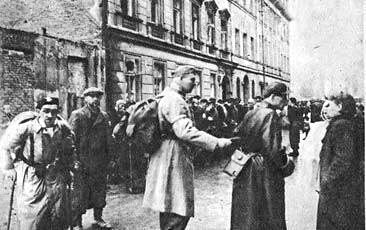
Пленные солдаты батальона «Wigry» покидают Варшаву. Октябрь 1944 года.
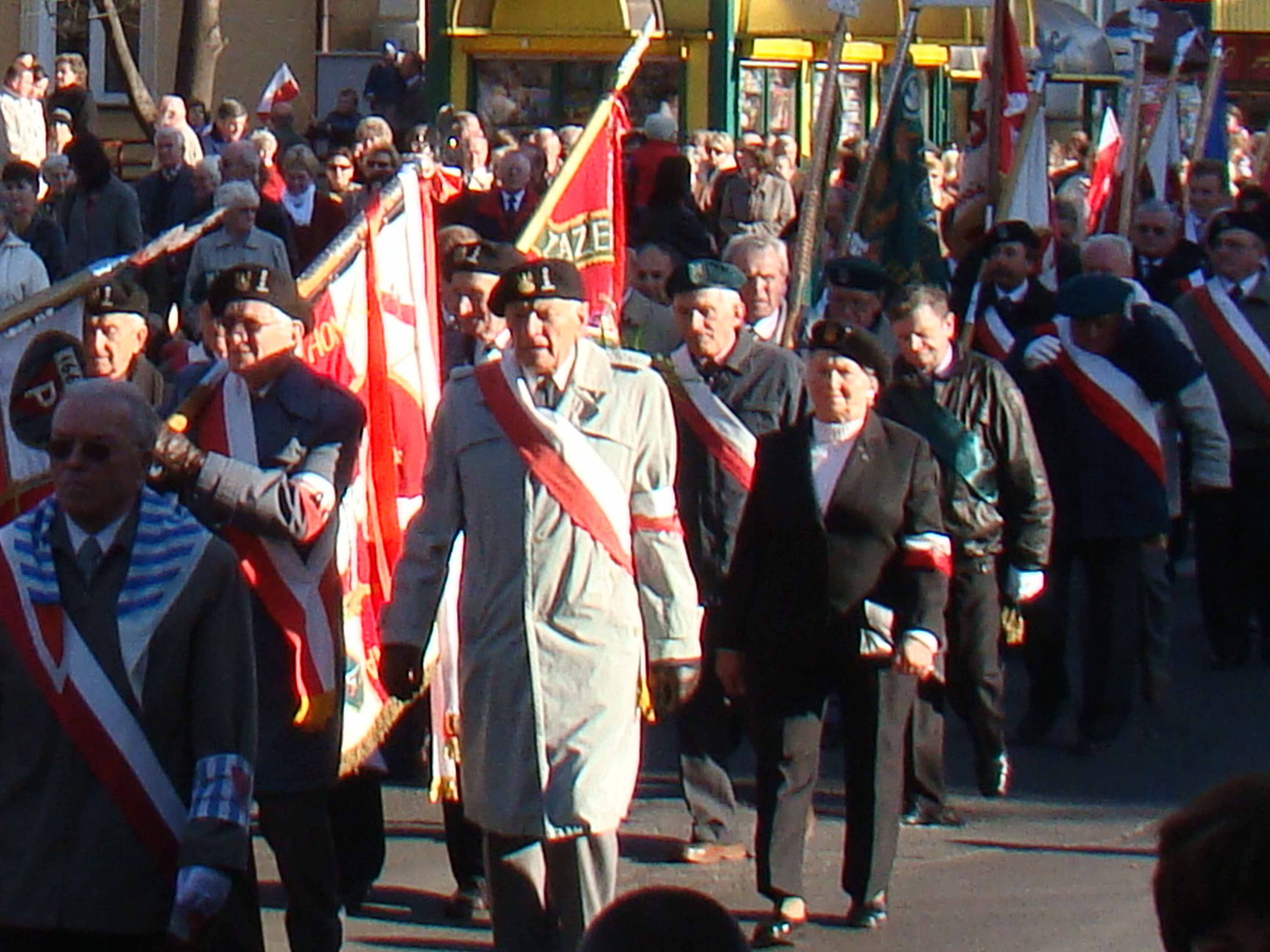
Ветераны АК. 11 ноября 2008 года.

## Отражение в культуре и искусстве
Армии Крайовой посвящено значительное количество художественных произведений.
- «Канал» — художественный фильм 1957 года.
- «Пепел и алмаз» — художественный фильм 1958 года
- «Колумбы» — телесериал 1970 года.
- «Ниоткуда, никуда » — художественный фильм 1975 года.
- «Сто коней к ста берегам» — художественный фильм 1978 года
- «Все и Никто» — художественный фильм 1978 года о вооружённом противостоянии солдат польской армии и Армии Крайова («Лесных братьев») после войны.
- «Час W» — художественный фильм 1979 года.
- «Перстенёк с орлом в короне» — художественный фильм 1992 года.
- «Время чести» — сериал.
- Бойцы Армии Крайовой также появляются в игре «Company of Heroes 2». В этой игре также обыгрывается предписание П. К. Пономаренко о незаметном устранении руководителей Армии Крайовой.
- В телефильме «Наши матери, наши отцы».
- Также Бойцы Армии Крайовой являются центральными персонажами игры «Enemy Front».
- Также Бойцы Армии Крайовой являются персонажами игры «War Mongrels».